# Lista de palestrantes do Congresso Internacional de Matemáticos
Esta é uma lista de palestrantes do Congresso Internacional de Matemáticos, composta por Plenary Speakers e Invited Speakers.

## 1897: Zurique
- Jules Andrade
- Léon Autonne
- Émile Borel
- Nikolai Bugaev
- Francesco Brioschi
- Hermann Brunn
- Cesare Burali-Forti
- Charles-Jean de La Vallée Poussin
- Gustaf Eneström
- Federigo Enriques
- Gino Fano
- Zoel García de Galdeano
- Francesco Gerbaldi
- Paul Gordan
- Jacques Hadamard
- Adolf Hurwitz
- Nikolai Jukovsky
- Felix Klein
- Gino Loria
- Wilhelm Franz Meyer
- Giuseppe Peano
- Ivan Pervushin
- Émile Picard
- Salvatore Pincherle
- Henri Poincaré
- Gustav Rados
- Karl Gustav Reuschle
- Theodor Reye
- Ernst Schröder
- Cyparissos Stephanos
- Ludwig Stickelberger
- Aurel Stodola
- Heinrich Weber
- Hieronymus Georg Zeuthen

## 1900: Paris

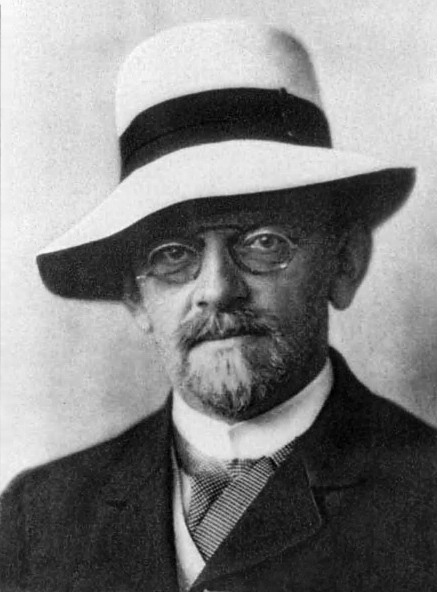
Durante o congresso de 1900 em Paris, França, David Hilbert (imagem) anunciou sua famosa lista de 23 problemas matemáticos não resolvidos.

- Federico Amodeo
- Léon Autonne
- Ivar Bendixson
- Giovanni Boccardi
- Émile Borel
- Moritz Cantor
- Alfredo Capelli
- Élie Cartan
- Maurice d'Ocagne
- Zoel García de Galdeano
- Leonard Eugene Dickson
- Jules Drach
- Erik Ivar Fredholm
- Fujisawa Rikitarō
- Ángel Gallardo
- Jacques Hadamard
- Harris Hancock
- David Hilbert
- Pierre Adolphe Issaly
- Eugen Jahnke
- Victor Jamet
- Léopold Leau
- Edgar Odell Lovett
- Charles Méray
- Alexander Macfarlane
- Edmond Maillet
- Artemas Martin
- Magnus Gösta Mittag-Leffler
- Henri Padé
- Alessandro Padoa
- Raoul Perrin
- Henri Poincaré
- Cyparissos Stephanos
- Irving Stringham
- Gabriel Suslov
- Matvey Tikhomandritzky
- F. J. Vaes
- Giuseppe Veronese
- Vito Volterra
- Helge von Koch

## 1904: Heidelberg
- Jules Andrade
- Léon Autonne
- Anton Börsch
- Émile Borel
- Pierre Boutroux
- Max Brückner
- Anton von Braunmühl
- Alexander von Brill
- Moritz Cantor
- Alfredo Capelli
- Samuel Dickstein
- Gustaf Eneström
- Henri Fehr
- Johannes Finsterbusch
- Sebastian Finsterwalder
- Robert Fricke
- Robert William Genese
- Paul Gordan
- Alfred George Greenhill
- Claude Guichard
- Alf Victor Guldberg
- August Gutzmer
- Jacques Hadamard
- David Hilbert
- Franc Hočevar
- Julius König
- Alfred Kempe
- Felix Klein
- Johannes Knoblauch
- Leo Königsberger
- Tullio Levi-Civita
- Reinhold von Lilienthal
- Alfred Loewy
- Gino Loria
- Francis Sowerby Macaulay
- Wilhelm Franz Meyer
- Hermann Minkowski
- Magnus Gösta Mittag-Leffler
- Emil Müller
- Paul Painlevé
- Ludwig Prandtl
- Karl Rohn
- Georg Scheffers
- Ludwig Schlesinger
- Arthur Moritz Schoenflies
- Heinrich Schotten
- Corrado Segre
- Max Simon
- Arnold Sommerfeld
- Antonín Václav Šourek
- Paul Stäckel
- Cyparissos Stephanos
- Eduard Study
- Heinrich Suter
- Paul Tannery
- Hermann Thieme
- Giovanni Vailati
- Vito Volterra
- Georgy Voronoy
- Heinrich Weber
- Julius Weingarten
- Hermann Wiener
- Ernest Julius Wilczynski
- Edwin Bidwell Wilson
- Anders Wiman
- Wilhelm Wirtinger
- Hieronymus Georg Zeuthen
- Konrad Zindler

## 1908: Roma
- Max Abraham
- Federico Amodeo
- Jules Andrade
- Friedrich Simon Archenhold
- Léon Autonne
- Giuseppe Bagnera
- Emanuel Beke
- Felix Bernstein
- Luigi Bianchi
- Giovanni Boccardi
- Tommaso Boggio
- Georg Bohlmann
- Émile Borel
- Pierre Boutroux
- Luitzen Egbertus Jan Brouwer
- Max Brückner
- George Hartley Bryan
- Silvio Canevazzi
- Alfredo Capelli
- Giuseppe Casazza
- Thomas Claxton Fidler
- Alberto Conti
- Robert d'Adhémar
- Maurice d'Ocagne
- Gaston Darboux
- George Darwin
- Miles Menander Dawson
- Michele de Franchis
- Zoel García de Galdeano
- Fernando de Helguero
- Leonard Eugene Dickson
- Friedrich Dingeldey
- Pierre Duhem
- Walther von Dyck
- William Palin Elderton
- Arnold Emch
- Federigo Enriques
- Henri Fehr
- Johannes Finsterbusch
- Andrew Russell Forsyth
- Giovanni Frattini
- Erik Ivar Fredholm
- Guido Fubini
- Antônio Garbasso
- Robert William Genese
- Raffaele Giacomelli
- Corrado Gini
- Paul Gordan
- Alfred George Greenhill
- August Gutzmer
- Jacques Hadamard
- Gerhard Hessenberg
- Gregorius Itelson
- Paul Koebe
- Gury Kolosov
- Arthur Korn
- Traian Lalescu
- Horace Lamb
- Giuseppe Lauricella
- Beppo Levi
- Tullio Levi-Civita
- Hendrik Lorentz
- Gino Loria
- Alexander Macfarlane
- Lucien March
- Roberto Marcolongo
- Magnus Gösta Mittag-Leffler
- Domenico Montesano
- Eliakim Hastings Moore
- Simon Newcomb
- Onorato Nicoletti
- Max Noether
- Luciano Orlando
- Marino Pannelli
- Ernesto Pascal
- Mihailo Petrović
- Georgii Yurii Pfeiffer
- Émile Picard
- Georg Alexander Pick
- Salvatore Pincherle
- Henri Poincaré
- John Henry Poynting
- Giuseppe Pucciano
- Albert Quiquet
- Gustav Rados
- Georgios Remoundos
- Frigyes Riesz
- Nikolai Saltykow
- Ludwig Schlesinger
- Corrado Segre
- Francesco Severi
- Carlo Severini
- Max Simon
- David Eugene Smith
- Carlo Somigliana
- Arnold Sommerfeld
- Carl Størmer
- Rihard Zupančič
- George Fillmore Swain
- Orazio Tedone
- Gheorghe Țițeica
- Giovanni Vailati
- Vladimir Varićak
- Giuseppe Veronese
- Vito Volterra
- William Henry Young
- Stanisław Zaremba
- Ernst Zermelo
- Panagiotis Zervos
- Hieronymus Georg Zeuthen

## 1912: Cambridge
- Max Abraham
- Luigi Amoroso
- Maxime Bôcher
- Harry Bateman
- Hans Albrecht von Beckh-Widmanstetter
- Geoffrey Thomas Bennett
- Sergei Natanovich Bernstein
- Wilhelm Blaschke
- Otto Blumenthal
- Enrico Bompiani
- Émile Borel
- Max Brückner
- Selig Brodetsky
- Thomas John I'Anson Bromwich
- Luitzen Egbertus Jan Brouwer
- Ernest William Brown
- George Edward St. Lawrence Carson
- Henri Louis Le Châtelier
- Alfred Denizot
- John Dougall
- Jules Drach
- Walther von Dyck
- Francis Ysidro Edgeworth
- Luther Eisenhart
- Edwin Bailey Elliott
- Gustaf Eneström
- Federigo Enriques
- Paul Peter Ewald
- Johannes Finsterbusch
- Ludwig Föppl
- Henri Fehr
- John Charles Fields
- André Gérardin
- Marcel Grossmann
- Jacques Hadamard
- Johann Georg Hagen
- Percy John Harding
- Godfrey Harold Hardy
- Nikolaos Hatzidakis
- Micaiah John Muller Hill
- Bohuslav Hostinsky
- Hilda Phoebe Hudson
- Edward Vermilye Huntington
- Gregorius Itelson
- Zygmunt Janiszewski
- Philip Jourdain
- Theodore von Kármán
- Dénes König
- József Kürschák
- Edward Kasner
- Helge von Koch
- Horace Lamb
- Joseph Larmor
- Edmund Landau
- Robert Alfred Lehfeldt
- Armin Otto Leuschner
- John Edensor Littlewood
- Gino Loria
- Augustus Edward Hough Love
- Alexander Macfarlane
- Eliakim Hastings Moore
- Frank Morley
- Forest Ray Moulton
- Robert Franklin Muirhead
- Eric Harold Neville
- Percy Nunn
- Alessandro Padoa
- Giuseppe Peano
- William Peddie
- Johannes Hendrikus Peek
- Mihailo Petrović
- Albert Quiquet
- Georgios Remoundos
- Ferdinand Rudio
- Carl David Tolmé Runge
- Nikolai Saltykow
- Ralph Allen Sampson
- Ludwig Schlesinger
- Pieter Hendrik Schoute
- William Fleetwood Sheppard
- Ludwik Silberstein
- David Eugene Smith
- Marian Smoluchowski
- Carlo Somigliana
- Duncan Sommerville
- Johan Frederik Steffensen
- Robert von Sterneck
- Eduard Study
- Rihard Zupančič
- Esteban Terradas i Illa
- Joseph John Thomson
- Herbert Hall Turner
- Gheorghe Țițeica
- Giovanni Vacca
- Vito Volterra
- Roland Weitzenböck
- Alfred North Whitehead
- Edmund Taylor Whittaker
- Michael Marlow Umfreville Wilkinson
- Ernst Zermelo
- Panagiotis Zervos

## 1920: Estrasburgo
- Johan Antony Barrau
- Giovanni Boccardi
- Pierre Boutroux
- Marcel Brillouin
- Henri Brocard
- Bohumil Bydžovský
- Élie Cartan
- Albert Châtelet
- Percy John Daniell
- Maurice d'Ocagne
- Théophile de Donder
- Arnaud Denjoy
- Jacques Deruyts
- Leonard Eugene Dickson
- Jules Drach
- L. Gustave du Pasquier
- Luther P. Eisenhart
- Rudolf Fueter
- André Gérardin
- Alfred George Greenhill
- Marcel Grossmann
- Alf Victor Guldberg
- Jacques Hadamard
- Nikolaos Hatzidakis
- Bohuslav Hostinsky
- Camille Jordan
- Gabriel Koenigs
- Joseph Larmor
- Solomon Lefschetz
- Louis Maillard
- Niels Erik Nørlund
- Georgios Remoundos
- L. Gustave du Pasquier
- Julio Rey Pastor
- Dimitri Riabouchinsky
- Carl Størmer
- Simion Stoilow
- Teiji Takagi
- Georges Valiron
- Charles-Jean de La Vallée Poussin
- Vito Volterra
- Joseph Leonard Walsh
- Rolin Wavre
- Pierre-Ernest Weiss
- Norbert Wiener
- William Henry Young
- Stanisław Zaremba
- Panagiotis Zervos

## 1924: Toronto
- Øystein Ore
- Jules Andrade
- Robert W. Angus
- Richard William Bailey
- Johan Antony Barrau
- Eric Temple Bell
- Benjamin Abram Bernstein
- Vilhelm Bjerknes
- Gilbert Ames Bliss
- Tommy Bonnesen
- Ettore Bortolotti
- Arthur Lyon Bowley
- Louis Charles Breguet
- Lyman James Briggs
- Léon Brillouin
- Ernest William Brown
- Bohumil Bydžovský
- Florian Cajori
- John Renshaw Carson
- Élie Cartan
- Jean Chazy
- Robert Hamilton Coats
- Arthur Byron Coble
- Ernest George Coker
- Arthur William Conway
- Francisco Miranda da Costa Lobo
- Louise Duffield Cummings
- David Raymond Curtiss
- Haroutune Mugurditch Dadourian
- Alphonse Demoulin
- Leonard Eugene Dickson
- Jules Drach
- L. Gustave du Pasquier
- Herbert Bristol Dwight
- Arthur Eddington
- John Arndt Eiesland
- William Palin Elderton
- Alfred Errera
- Griffith Conrad Evans
- Henri Fehr
- John Charles Fields
- Ronald Fisher
- Arthur Percy Morris Fleming
- Walter Burton Ford
- Ronald Martin Foster
- Ralph Howard Fowler
- Maurice Fréchet
- Thornton Carle Fry
- Guido Fubini
- Rudolf Fueter
- William Frederick Gerhardt
- Giuseppe Gianfranceschi
- Albert Henry Stewart Gillson
- Corrado Gini
- Giovanni Giorgi
- Oliver Edmunds Glenn
- James Waterman Glover
- Lucien Godeaux
- Alfred George Greenhill
- Bernard Parker Haigh
- Mellen Woodman Haskell
- Olive Hazlett
- Nicholas Hunter Heck
- Earle Raymond Hedrick
- Einar Carl Hille
- George William Osborn Howe
- William Jackson Humphreys
- F. R. W. Hunt
- John Irwin Hutchinson
- Maurice Janet
- Charles Frewen Jenkin
- Miloš Kössler
- Willem Kapteyn
- Louis Charles Karpinski
- Cassius Jackson Keyser
- Gabriel Koenigs
- Alfred Korzybski
- Vladimir Aleksandrovich Kostitzin
- Mikhail Kravchuk
- Nikolay Krylov
- Joseph Larmor
- Cristóbal de Losada y Puga
- Murdoch Campbell MacLean
- Percy Alexander MacMahon
- Lucien March
- George Abram Miller
- Edward Molina
- Frank Morley
- Francis Dominic Murnaghan
- Forrest Hamilton Murray
- Charles Algernon Parsons
- Giuseppe Peano
- Mihailo Petrović
- Lars Edvard Phragmén
- James Pierpont
- Salvatore Pincherle
- Michel Plancherel
- Henry Crozier Keating Plummer
- Jean-Baptiste Pomey
- Gorakh Prasad
- Umberto Puppini
- Chandrasekhara Venkata Raman
- Andrea Razmadze
- Lowell Reed
- Giovanni Ricci
- Paul Reece Rider
- Henry Louis Rietz
- René Risser
- Joseph Ritt
- William Henry Roever
- James Harvey Rogers
- Thomas Reeve Rosebrugh
- Frey Samsioe
- Clément Servais
- Francesco Severi
- Napier Shaw
- William Fleetwood Sheppard
- James Alexander Shohat
- Wacław Sierpiński
- Ludwik Silberstein
- Carl Størmer
- Johan Frederik Steffensen
- Vladimir Steklov
- Charles Thompson Sullivan
- William Francis Gray Swann
- John Lighton Synge
- Jacob Tamarkin
- D'Arcy Wentworth Thompson
- Leonida Tonelli
- Gheorghe Țițeica
- James Victor Uspensky
- Willem van der Woude
- Henri Louis Vanderlinden
- Harry Vandiver
- John Alexander Low Waddell
- James Henry Weaver
- Albert Wurts Whitney
- Raymond Louis Wilder
- Thomas Russell Wilkins
- Walter Francis Willcox
- William Lloyd Garrison Williams
- Edwin Bidwell Wilson
- Hugh Herbert Wolfenden
- Julius Wolff
- William Henry Young
- George Udny Yule
- Stanisław Zaremba

## 1928: Bolonha
- Giacomo Albanese
- Giuseppe Albenga
- Luigi Amoroso
- Raymond Clare Archibald
- Emilio Artom
- Richard Baldus
- Stefan Banach
- Paul Jean Joseph Barbarin
- Nina Bari
- Sergei Natanovich Bernstein
- Ludwig Berwald
- Cornelius Biezeno
- George David Birkhoff
- Juan Blaquier
- Wilhelm Blaschke
- André Blondel
- Harald Bohr
- Enrico Bompiani
- Tommy Bonnesen
- Émile Borel
- Enea Bortolotti
- Ettore Bortolotti
- Farid Boulad Bey
- Max Brückner
- Marcel Brillouin
- Ugo Broggi
- Thomas John I'Anson Bromwich
- Adolphe Buhl
- Bohumil Bydžovský
- Angelina Cabras
- Renato Caccioppoli
- Giacomo Candido
- Francesco Paolo Cantelli
- Élie Cartan
- Guido Castelnuovo
- Eduard Čech
- Jean Chazy
- P'ei-Yuan Chou
- Leon Chwistek
- Stephan Cohn-Vossen
- Richard Courant
- Georges Darmois
- Bruno de Finetti
- Béla Kerékjártó
- Paul Clément Delens
- Wilhelm Dobbernack
- Jules Drach
- L. Gustave du Pasquier
- Arnold Emch
- Federigo Enriques
- Gino Fano
- Luigi Fantappiè
- John Charles Fields
- Ronald Fisher
- Paul Flamant
- Maurice Fréchet
- Abraham Fraenkel
- Guido Fubini
- Rudolf Fueter
- Harald Geppert
- André Gérardin
- Giuseppe Gianfranceschi
- Oliver Edmunds Glenn
- Lucien Godeaux
- Stanisław Gołąb
- Ferdinand Gonseth
- Aleksander Grużewski
- Alf Victor Guldberg
- Emil Julius Gumbel
- Alfréd Haar
- Jacques Hadamard
- Karl-Gustav Hagstroem
- Mellen Woodman Haskell
- Nikolaos Hatzidakis
- Olive Hazlett
- Poul Heegaard
- Heinrich Hencky
- David Hilbert
- Václav Hlavatý
- Bohuslav Hostinsky
- William Hovgaard
- Christian Juel
- Gaston Julia
- Gustave Juvet
- Theodore von Kármán
- Gottfried Köthe
- Stefan Kaczmarz
- Sōichi Kakeya
- Joseph Kampé de Fériet
- Jovan Karamata
- Louis Charles Karpinski
- Edward Kasner
- Bronislaw Knaster
- Paul Koebe
- Gury Kolosov
- Mikhail Kravchuk
- Nikolay Krylov
- Paul Pierre Lévy
- Joseph Larmor
- Mikhail Lavrentyev
- Franciszek Leja
- Josef Lennertz
- Tullio Levi-Civita
- Harry Levy
- Hans Lewy
- Leon Lichtenstein
- Gino Loria
- Jan Łukasiewicz
- Nikolai Luzin
- Lazar Lyusternik
- Giorgina Madìa
- Gian Antonio Maggi
- Szolem Mandelbrojt
- Lucien March
- Roberto Marcolongo
- Arturo Maroni
- Pierre Massé
- Stefan Mazurkiewicz
- Albert Joseph McConnell
- Birger Meidell
- Ernst Meissner
- Karl Menger
- Paul Mentré
- Augustin Mesnage
- Wilhelm Franz Meyer
- Louis Melville Milne-Thomson
- Edward Molina
- Louis Mordell
- Francis Dominic Murnaghan
- Pekka Myrberg
- Trygve Nagell
- Pia Nalli
- Otto Neugebauer
- Rolf Nevanlinna
- Jerzy Neyman
- Władysław Nikliborc
- Otto Marcin Nikodým
- Emmy Noether
- Niels Erik Nørlund
- Nikola Obreshkov
- Octav Onicescu
- Øystein Ore
- George Pólya
- Alessandro Padoa
- Oskar Perron
- Mihailo Petrović
- George Adam Pfeiffer
- Mauro Picone
- Salvatore Pincherle
- Enrico Pistolesi
- Michel Plancherel
- George Arthur Plimpton
- Kyrille Popoff
- Constantin C. Popovici
- Gorakh Prasad
- Albert Quiquet
- Tibor Radó
- Hans Rademacher
- George Yuri Rainich
- Kurt Reidemeister
- Julio Rey Pastor
- Dimitri Riabouchinsky
- Frigyes Riesz
- René Risser
- Vsevolod Romanovsky
- Alfred Rosenblatt
- Alberto E. Sagastume Berra
- Stanisław Saks
- Giovanni Sansone
- Gerrit Schaake
- Jan Arnoldus Schouten
- Beniamino Segre
- Francesco Severi
- Wacław Sierpiński
- Charles Herschel Sisam
- Eugen Slutsky
- Virgil Snyder
- Carlo Somigliana
- Andreas Speiser
- Hugo Steinhaus
- Simion Stoilow
- Ellis Stouffer
- Paolo Straneo
- Otto Szász
- Ralph Tambs Lyche
- Alfred Tarski
- Gerhard Thomsen
- Georges Tiercy
- Stephen Timoshenko
- Leonida Tonelli
- Antonio Torroja Miret
- Francesco Tricomi
- Herbert Turnbull
- Ramaswamy S. Vaidyanathaswamy
- Georges Valiron
- Henri Louis Vanderlinden
- Vladimir Varićak
- Oswald Veblen
- Quido Vetter
- Tirukkannapuram Vijayaraghavan
- Giuseppe Vitali
- Otto Volk
- Vito Volterra
- Jacob Evert de Vos van Steenwijk
- Gheorghe Vrânceanu
- Alwin Walther
- Gleb Wataghin
- Rolin Wavre
- Alexander Weinstein
- Hermann Weyl
- Edmund Taylor Whittaker
- Sven Dag Wicksell
- Dorothy Wrinch
- William Henry Young
- Oscar Zariski
- Panagiotis Zervos
- Ziauddin Ahmad
- Rihard Zupančič
- Antoni Zygmund
- Eustachy Żyliński

## 1932: Zurique

Participantes em Zurique, 1932

- Clarence Raymond Adams
- Lars Valerian Ahlfors
- James Waddell Alexander
- Pavel Alexandrov
- Franz Alt
- Luigi Amoroso
- Karl Bögel
- Séverin Bays
- Maurits Joost Belinfante
- Stefan Bergman
- Paul Bernays
- Sergei Natanovich Bernstein
- Ludwig Berwald
- Ludwig Bieberbach
- Mieczysław Biernacki
- Antoine Bilimovitch
- Harald Bohr
- Karol Borsuk
- Farid Boulad Bey
- Heinrich Brandt
- Adolphe Buhl
- Giacomo Candido
- Constantin Carathéodory
- Torsten Carleman
- Sauveur Carrus
- Élie Cartan
- Henri Cartan
- Mary Cartwright
- Wilhelm Cauer
- Eduard Čech
- Lamberto Cesari
- Ljubomir Chakaloff
- Marie Charpentier
- Silvio Cinquini
- James Andrew Clarkson
- Arthur William Conway
- Elizabeth Buchanan Cowley
- Hubert Cremer
- Louise Duffield Cummings
- Robert d'Adhémar
- Francisco Miranda da Costa Lobo
- David van Dantzig
- Georges de Rham
- Paul Delens
- Jean Delsarte
- Max Deuring
- Lloyd Dines
- Gustav Doetsch
- Jules Drach
- Paul Drumaux
- L. Gustave du Pasquier
- Samuel Dumas
- Karel Dusl
- Alfred Errera
- Luigi Fantappiè
- Henri Fehr
- Bruno Finzi
- Jonas Ekman Fjeldstad
- Alfred Leon Foster
- Adolf Fraenkel
- Rudolf Fueter
- Godofredo García Díaz
- André Gérardin
- Harald Geppert
- Giovanni Giambelli
- Giovanni Giorgi
- Oliver Edmunds Glenn
- Lucien Godeaux
- Stanisław Gołąb
- Ferdinand Gonseth
- Alf Victor Guldberg
- Max Gut
- Gustav Hössjer
- Jacques Hadamard
- Hans Hamburger
- Georg Hamel
- G. H. Hardy
- Helmut Hasse
- Nikolaos Hatzidakis
- Arend Heyting
- Einar Carl Hille
- Nikolaus Hofreiter
- Temple Rice Hollcroft
- Heinz Hopf
- Hans Hornich
- Bohuslav Hostinsky
- Witold Hurewicz
- Filadelfo Insolera
- Maurice Janet
- Wenceslas S. Jardetzky
- Vojtěch Jarník
- Børge Jessen
- Ingebrigt Johansson
- Gaston Julia
- Gustave Juvet
- Gottfried Köthe
- László Kalmár
- Joseph Kampé de Fériet
- Jovan Karamata
- Edward Kasner
- Boris Kaufmann
- Alfred Kienast
- Ludwig Kiepert
- Bronislaw Knaster
- Ervand Kogbetliantz
- Arthur Korn
- Mikhail Kravchuk
- Wolfgang Krull
- Nikolay Krylov
- Kazimierz Kuratowski
- Paul Pierre Lévy
- Franciszek Leja
- Josef Lense
- Edward Linfoot
- John Edensor Littlewood
- Gino Loria
- Otto Mühlendyck
- Wilhelm Müller
- Herman Müntz
- Kurt Mahler
- Wilhelm Erwin Otto Maier
- Lucien Malavard
- Szolem Mandelbrojt
- Karl Menger
- Paul Mentré
- Henri Milloux
- Louis Melville Milne-Thomson
- Silvio Minetti
- Richard von Mises
- Edward Molina
- Charles Napoleon Moore
- Louis Mordell
- Marston Morse
- Christian Moser
- Ali Moustafa Mosharafa
- Trygve Nagell
- Rolf Nevanlinna
- Eric Harold Neville
- Miron Nicolescu
- Emmy Noether
- Øystein Ore
- Raymond Paley
- Wolfgang Pauli
- Hans Petersson
- Mihailo Petrović
- George Adam Pfeiffer
- Sophie Piccard
- Mauro Picone
- Rózsa Péter
- Hilda Geiringer
- Lev Pontryagin
- Kyrille Popoff
- Rodolphe Nicolas Raclis
- George Yuri Rainich
- Franz Rellich
- Arnold Reymond
- Dimitri Riabouchinsky
- Carlo Luigi Ricci
- Giovanni Ricci
- Paul Riebesell
- Frigyes Riesz
- René Risser
- Vsevolod Romanovsky
- Alfred Rosenblatt
- Edgar Bonsak Schieldrop
- Hermann Schlichting
- Jan Arnoldus Schouten
- Günther Schulz
- Herbert Seifert
- Petre Sergescu
- Francesco Severi
- Wacław Sierpiński
- David Eugene Smith
- Virgil Snyder
- Andreas Speiser
- Carl Størmer
- Julius Stenzel
- Wolfgang Sternberg
- Ellis Stouffer
- Paolo Straneo
- Karl Strubecker
- John Lighton Synge
- Jacob Tamarkin
- Gerhard Thomsen
- William Threlfall
- Georges Tiercy
- Leonida Tonelli
- Angelo Tonolo
- Francesco Tricomi
- Gheorghe Țițeica
- Stanislaw Ulam
- Egon Ullrich
- Georges Valiron
- Quido Vetter
- Paul Félix Vincensini
- Tullio Viola
- Enrico Volterra
- Gheorghe Vrânceanu
- George Neville Watson
- Rolin Wavre
- Ernst August Weiss
- Rudolf Weyrich
- John Henry Constantine Whitehead
- Norbert Wiener
- Witold Wilkosz
- Julius Wolff
- Dorothy Wrinch
- Alexander Wundheiler
- Stanisław Zaremba
- Antoni Zygmund

## 1936: Oslo
- Leifur Ásgeirsson
- Lars Valerian Ahlfors
- Franz Alt
- Raymond Clare Archibald
- Stefan Banach
- Ion Barbu
- Isaac Albert Barnett
- Harry Bateman
- Heinrich Behnke
- Harald Bergström
- George David Birkhoff
- Garrett Birkhoff
- Vilhelm Bjerknes
- Wilhelm Blaschke
- Carl Böhm
- Émile Borel
- Karol Borsuk
- Farid Boulad Bey
- Arthur Lyon Bowley
- Marcel Brelot
- Hendrik Bremekamp
- Viggo Brun
- Bohumil Bydžovský
- Élie Cartan
- Mary Cartwright
- Ljubomir Chakaloff
- Arthur William Conway
- Arthur Herbert Copeland
- Johannes van der Corput
- Richard Courant
- Harald Cramér
- David van Dantzig
- Jules Drach
- Paul Drumaux
- Karel Dusl
- Samuel Eilenberg
- Paul Erdős
- Alfred Errera
- Robert Arthur Fairthorne
- William Feller
- Werner Fenchel
- Paul Flamant
- Maurice Fréchet
- Hans Freudenthal
- Ragnar Frisch
- Otto Frostman
- Rudolf Fueter
- Fujiwara Matsusaburō
- Solomon Gandz
- Harald Geppert
- Joseph Gillis
- Wallace Givens
- Lucien Godeaux
- Stanisław Gołąb
- Rolf Harald Gran Olsson
- Emil Julius Gumbel
- Max Gut
- Johannes Haantjes
- Gerhard Haenzel
- Georg Hamel
- Douglas Hartree
- Helmut Hasse
- Erich Hecke
- Poul Heegaard
- Kurt Hirsch
- Václav Hlavatý
- Nikolaus Hofreiter
- Witold Hurewicz
- Maurice Janet
- Vojtěch Jarník
- Arvo Junnila
- Gottfried Köthe
- Stefan Kaczmarz
- Jovan Karamata
- Boris Kaufmann
- Béla Kerékjártó
- Vladimír Kořínek
- Ervand Kogbetliantz
- Maurice Kraitchik
- Franciszek Leja
- Georges Lemaitre
- Théophile Lepage
- Arthur Linder
- Louis Locher
- Salomon Lubelski
- Eugene Lukacs
- Kurt Mahler
- Szolem Mandelbrojt
- Frédéric Marty
- Karl Mayr
- Stanisław Mazur
- William McCrea
- Edward James McShane
- Birger Meidell
- Clifford William Mendel
- Karl Menger
- Émile Merlin
- Albert Metral
- Henri Milloux
- Edward Arthur Milne
- Edward Molina
- Louis Mordell
- Robert Edouard Moritz
- Frank Morley
- Marston Morse
- Theodore Motzkin
- Hugh P. Mulholland
- Trygve Nagell
- Paul Neményi
- Otto Neugebauer
- Bernhard Neumann
- Max Newman
- Jakob Nielsen
- Fritz Noether
- Evert Johannes Nyström
- Nikola Obreshkov
- Cyril Offord
- Rufus Oldenburger
- Octav Onicescu
- Øystein Ore
- Władysław Orlicz
- Carl Wilhelm Oseen
- Rózsa Péter
- George Pólya
- Veikko Paatero
- Fred William Perkins, Jr.
- Ernst Peschl
- Sophie Piccard
- Lev Pontryagin
- Maurice Potron
- Hans Przibram
- Rodolphe Raclis
- Richard Rado
- Eric Reissner
- Anton Rella
- Paul Reece Rider
- Paul Riebesell
- Marcel Riesz
- Harold Stanley Ruse
- Ricardo San Juan
- Juliusz Schauder
- Jan Arnoldus Schouten
- Henrik Selberg
- Raziuddin Siddiqi
- Carl Ludwig Siegel
- Waclaw Sierpinski
- Avadhesh Narayan Singh
- Thoralf Albert Skolem
- Virgil Snyder
- Andreas Speiser
- Otto Spiess
- Carl Størmer
- Wolfgang Sternberg
- Simion Stoilow
- Marshall Harvey Stone
- John Lighton Synge
- Edward Szpilrajn
- Sven Magnus Täcklind
- Ralph Tambs Lyche
- Olga Taussky-Todd
- John Todd
- Charles Chapman Torrance
- Gheorghe Țițeica
- Egon Ullrich
- Victor Vâlcovici
- Manuel Sandoval Vallarta
- Oswald Veblen
- Kurt Vogel
- Buzz M. Walker
- Rolin Wavre
- Tadeusz Ważewski
- Alexander Weinstein
- Hermann Weyl
- John Henry Constantine Whitehead
- David Widder
- Norbert Wiener
- Herman Wold
- Laurence Chisholm Young
- Kazimierz Zarankiewicz

## 1950: Massachusetts
- Pedro Abellanas
- Abraham Adrian Albert
- Howard Wright Alexander
- Aldo Andreotti
- Richard Friederich Arens
- Cahit Arf
- Iacopo Barsotti
- Stefan Bergman
- Peter Bergmann
- Harald Bergström
- Arne Beurling
- R. H. Bing
- Garrett Birkhoff
- Salomon Bochner
- Harald Bohr
- Raj Chandra Bose
- Alfred Brauer
- Florent Bureau
- Alberto Calderón
- Henri Cartan
- Mary Cartwright
- Richard Eliot Chamberlin
- Shiing-Shen Chern
- Sarvadaman Chowla
- Alfred Clifford
- Edward Collingwood
- Charles Galton Darwin
- Harold Davenport
- Arnaud Denjoy
- Richard Duffin
- Albert Edrei
- Paul Erdős
- Gaetano Fichera
- Nathan Fine
- Ronald Martin Foster
- Ralph Fox
- Kurt Gödel
- Abe Gelbart
- Dario Graffi
- Jacques Hadamard
- Fritz Herzog
- Edwin Hewitt
- Kurt Hirsch
- William Vallance Douglas Hodge
- Eberhard Hopf
- Heinz Hopf
- Sze-Tsen Hu
- Witold Hurewicz
- Kenkichi Iwasawa
- Shizuo Kakutani
- Stephen Cole Kleene
- Hendrik Kloosterman
- Paul Pierre Lévy
- Hans Lewy
- Kurt Mahler
- Szolem Mandelbrojt
- Marston Morse
- George Polya
- Hans Rademacher
- Franz Rellich
- Joseph Ritt
- Abraham Robinson
- Adolphe Rome
- Samarendra Nath Roy
- Luis Santaló
- Laurent Schwartz
- Beniamino Segre
- Atle Selberg
- Thoralf Skolem
- Alfred Tarski
- John von Neumann
- Abraham Wald
- André Weil
- Hassler Whitney
- Norbert Wiener
- Raymond Louis Wilder
- Oscar Zariski

## 1954: Amsterdam
- Pavel Alexandrov
- Heinrich Behnke
- David Blackwell
- Karol Borsuk
- Richard Brauer
- Florent Bureau
- Mary Cartwright
- Lamberto Cesari
- K. Chandrasekharan
- Lothar Collatz
- Harold Scott MacDonald Coxeter
- David van Dantzig
- Harold Davenport
- Jean Dieudonné
- Joseph Leo Doob
- Beno Eckmann
- Arthur Erdélyi
- Paul Erdős
- Gaetano Fichera
- Robert Fortet
- Hans Freudenthal
- Israel Gelfand
- Sydney Goldstein
- Harish-Chandra
- Walter Hayman
- Magnus Hestenes
- Einar Carl Hille
- Edmund Hlawka
- Nathan Jacobson
- Børge Jessen
- Joseph Kampé de Fériet
- Kunihiko Kodaira
- Andrei Kolmogorov
- Đuro Kurepa
- André Lichnerowicz
- Paul Lorenzen
- Deane Montgomery
- Andrzej Mostowski
- Pekka Myrberg
- André Néron
- Jerzy Neyman
- Sergey Nikolsky
- Douglas Northcott
- Christian Pauc
- Franz Rellich
- John Barkley Rosser
- Beniamino Segre
- Jean-Pierre Serre
- Eduard Stiefel
- James Johnston Stoker
- Alfred Tarski
- Edward Charles Titchmarsh
- David van Dantzig
- John von Neumann
- Tadeusz Ważewski
- André Weil
- Alexander Weinstein
- Kentaro Yano
- Kōsaku Yosida
- Antoni Zygmund

## 1958: Edimburgo

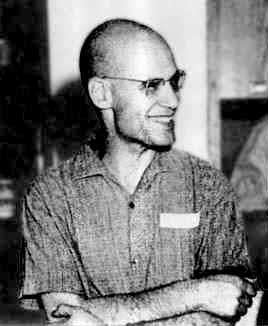
Alexander Grothendieck (imagem) em sua palestra plenária no Congresso de 1958 em Edimburgo delinando seu programa "para criar geometria aritmética via uma (nova) reformulação da geometria algébrica, buscando generalidade máxima."

- Aleksandr Danilovich Aleksandrov
- Vladimir Arnold
- Lipman Bers
- Evert Willem Beth
- Nikolai Bogoliubov
- Raoul Bott
- Henri Cartan
- Shiing-Shen Chern
- Claude Chevalley
- Chung Kai-lai
- Max Deuring
- Samuel Eilenberg
- Lars Gårding
- Boris Gnedenko
- Hans Grauert
- Alexander Grothendieck
- Maurice Heins
- Graham Higman
- Friedrich Hirzebruch
- Joseph Ehrenfried Hofmann
- Stephen Kleene
- Antoni Kosinski
- Georg Kreisel
- Đuro Kurepa
- Cornelius Lanczos
- Derrick Henry Lehmer
- Yuri Linnik
- Jacques-Louis Lions
- Andrei Markov Júnior
- Teruhisa Matsusaka
- John Milnor
- Subbaramiah Minakshisundaram
- John Coleman Moore
- Masayoshi Nagata
- Albert Nijenhuis
- Christos Papakyriakopoulos
- Lev Pontryagin
- Alfred Rényi
- Peter Roquette
- Klaus Friedrich Roth
- Heinz Rutishauser
- Pierre Samuel
- Leonard Jimmie Savage
- Menahem Max Schiffer
- Beniamino Segre
- Goro Shimura
- Norman Steenrod
- Béla Szőkefalvi-Nagy
- George Temple
- René Thom
- George Eugene Uhlenbeck
- Adriaan van Wijngaarden
- Vasilii Sergeevich Vladimirov
- Hsien Chung Wang
- Helmut Wielandt

## 1962: Estocolmo
- Frank Adams
- Shmuel Agmon
- Aldo Andreotti
- Michael Atiyah
- Maurice Auslander
- Walter Baily
- Marcel Berger
- R. H. Bing
- Armand Borel
- Lennart Carleson
- John Cassels
- Gustave Choquet
- Alonzo Church
- Paul Joseph Cohen
- Albrecht Dold
- Bernard Dwork
- Eugene Dynkin
- Beno Eckmann
- Leon Ehrenpreis
- Edwin Earl Floyd
- Tudor Ganea
- Israel Gelfand
- Harold Grad
- Hans Grauert
- Peter Henrici
- Heisuke Hironaka
- Lars Hörmander
- Gilbert Hunt
- Jun-Ichi Igusa
- Kiyoshi Itō
- James Allister Jenkins
- Jean-Pierre Kahane
- Miroslav Katětov
- Michel Kervaire
- Martin Kneser
- A. N. Kolmogorov
- Alexei Kostrikin
- Masatake Kuranishi
- Jean Leray
- Yuri Linnik
- Paul Malliavin
- John Milnor
- Jürgen Moser
- David Mumford
- Leopoldo Nachbin
- Rangaswamy Narasimhan
- Max Newman
- Louis Nirenberg
- Pyotr Novikov
- Ilja Pjatetskij-Shapiro
- Andrzej Pliś
- Valentin Poénaru
- Igor Shafarevich
- Dana Scott
- Atle Selberg
- Jean-Pierre Serre
- Georgiy Shilov
- Yakov Sinai
- Stephen Smale
- John Stallings
- Guido Stampacchia
- Elias Stein
- Michio Suzuki
- Béla Szőkefalvi-Nagy
- John Tate
- John Griggs Thompson
- Jacques Tits
- John Wermer
- George William Whitehead
- Arthur Wightman

## 1966: Moscou
- Shreeram Abhyankar
- Frank Adams
- Mark Aronovich Aizerman
- Dmitri Anosov
- Vladimir Arnold
- Michael Artin
- Michael Atiyah
- Hyman Bass
- Richard Bellman
- Bryan John Birch
- Errett Bishop
- Alexander Borovkov
- William Browder
- Alberto Calderón
- Lennart Carleson
- Jean Cerf
- Paul Joseph Cohen
- Ennio de Giorgi
- Jacques Dixmier
- Adrien Douady
- Nikolai Efimov
- Peter Elias
- Yury Yershov
- Paul Garabedian
- Frederick Gehring
- Victor Glushkov
- Evgeny Golod
- Andrey Aleksandrovich Gonchar
- Mark Graev
- Hans Grauert
- Ulf Grenander
- André Haefliger
- Jack Kenneth Hale
- Harish-Chandra
- Morris Hirsch
- Ildar Abdulovich Ibragimov
- Fritz John
- Adolf Yushkevich
- Wilhelm Klingenberg
- Joseph Kohn
- Ellis Kolchin
- Mark Krein
- Olga Ladyzhenskaya
- Peter Lax
- Olli Lehto
- Bernard Malgrange
- Anatoly Maltsev
- Yuri Manin
- Gury Marchuk
- Louis Michel
- Boris Mitjagin
- Nikita Moiseyev
- André Néron
- Sergei Novikov
- Takashi Ono
- Victor Pavlovich Palamodov
- Georges Papy
- Aleksander Pełczyński
- Ilja Pjatetskij-Shapiro
- Vladimir Ponomarev
- Aleksei Postnikov
- Reinhold Remmert
- Hugo Rossi
- Johann Schröder
- Kurt Schütte
- Irving Segal
- Goro Shimura
- Andrei Shidlovsky
- Stephen Smale
- Sergei Sobolev
- Charles Stein
- Robert Steinberg
- Volker Strassen
- John Trevor Stuart
- John Griggs Thompson
- Andrey Tychonoff
- Victor Andreevich Toponogov
- Gregory S. Tseytin
- Kazimierz Urbanik
- Robert Lawson Vaught
- Edoardo Vesentini
- Ivan Vinogradov
- Mark Vishik
- Anatoli Vitushkin
- Charles Wall
- James Hardy Wilkinson
- Christopher Zeeman

## 1970: Nice
- Sergei Adian
- Shmuel Agmon
- Vladimir Michailovich Alekseev
- Frederick J. Almgren, Jr.
- Shimshon Amitsur
- Donald Werner Anderson
- Richard Davis Anderson
- Michel André
- Aldo Andreotti
- Anatoli Andrianov
- Norair Arakelian
- Huzihiro Araki
- Alexander Arhangelskii
- Michael Artin
- Michael Atiyah
- James Ax
- Alan Baker
- Michael Barr
- Oleg Besov
- Andrei Bitsadze
- Jean-Michel Bony
- Raoul Bott
- Louis Boutet de Monvel
- Richard Brauer
- Egbert Brieskorn
- Felix Browder
- William Browder
- François Bruhat
- Donald Burkholder
- Pierre Cartier
- John Cassels
- Aleksei Viktorovich Chernavskii
- Rafael Van Severen Chacon
- Shiing-Shen Chern
- Nikolai Chudakov
- Chung Kai-lai
- Paul Cohn
- Charles Cameron Conley
- John Conway
- Ivan Ilich Danilyuk
- Pierre Deligne
- Georges Duvaut
- Aryeh Dvoretzky
- Eugene Dynkin
- David Gregory Ebin
- David Albert Edwards
- James Eells
- Yuri Egorov
- Kenneth David Elworthy
- Yury Yershov
- Francis Thomas Farrell
- Solomon Feferman
- Walter Feit
- James Michael Gardner Fell
- Ciprian Foias
- Frank Forelli
- Otto Forster
- Bent Fuglede
- Hillel Fürstenberg
- Lars Gårding
- Israel Gelfand
- Ronald Getoor
- Jean Giraud
- George Glauberman
- Daniel Gorenstein
- Phillip Griffiths
- Pierre Grisvard
- Detlef Gromoll
- Mikhael Gromov
- Alexander Grothendieck
- Victor Vasilievich Grushin
- Victor Guillemin
- Robert Gunning
- Lars Hörmander
- Günter Harder
- Walter Hayman
- Sigurdur Helgason
- Henry Helson
- Donald Gordon Higman
- Peter Hilton
- Heisuke Hironaka
- Wu-Chung Hsiang
- Richard Allen Hunt
- Yasutaka Ihara
- Kenkichi Iwasawa
- Zvonimir Janko
- Richard Kadison
- Max Karoubi
- Tosio Kato
- Nicholas Katz
- Howard Jerome Keisler
- Harry Kesten
- Reinhardt Kiehl
- Robion Kirby
- Steven Kleiman
- Shoshichi Kobayashi
- Max Koecher
- Bertram Kostant
- Alexei Kostrikin
- Tomio Kubota
- Nicolaas Kuiper
- Masatake Kuranishi
- Shige Toshi Kuroda
- Robert Langlands
- Richard Lashof
- William Lawvere
- Peter Lax
- Jerome Levine
- Boris Levitan
- Joram Lindenstrauss
- Jacques-Louis Lions
- Stanisław Łojasiewicz
- Santiago Lopez de Medrano
- Ian Macdonald
- George Mackey
- Yuri Manin
- Gury Marchuk
- Jerrold Marsden
- André Martineau
- Yuri Matiyasevich
- Yves Meyer
- V. M. Millionščikov
- Mario Miranda
- Boris Moishezon
- Gabriel Mokobodzki
- Paul Monsky
- John Coleman Moore
- Charles Morrey
- George Mostow
- David Mumford
- Béla Szőkefalvi-Nagy
- Mark Naimark
- M. S. Narasimhan
- Bernhard Neumann
- Sergei Novikov
- Olga Oleinik
- Donald Samuel Ornstein
- Richard Palais
- Alexey Parshin
- Bill Parry
- Jaak Peetre
- Franklin Paul Peterson
- Albrecht Pfister
- Frédéric Pham
- Ralph Phillips
- Aleksei Pogorelov
- Lev Pontryagin
- Charles Chapman Pugh
- Lajos Pukánszky
- Daniel Quillen
- Helmut Röhrl
- Michael Rabin
- M.S. Raghunathan
- Michel Raynaud
- Daniel Rider
- Abraham Robinson
- Colin Rourke
- Walter Rudin
- Gerald Sacks
- Mikio Satō
- Vyacheslav Vasilievich Sazonov
- Andrzej Schinzel
- Wolfgang Schmidt
- Robert Thomas Seeley
- Graeme Segal
- Irving Segal
- James Serrin
- Conjeeveram Seshadri
- Igor Shafarevich
- Goro Shimura
- Albert Shiryaev
- Laurent Siebenmann
- Yakov Sinai
- Maurice Sion
- Donald Spencer
- Vladimir Gennadievich Sprindzuk
- John Stallings
- Guido Stampacchia
- Harold Stark
- Elias Stein
- Anatoly Mikhailovich Stepin
- Dennis Sullivan
- Michio Suzuki
- Richard Swan
- Masamichi Takesaki
- John Tate
- René Thom
- John Griggs Thompson
- Jacques Tits
- Jean-Claude Tougeron
- François Treves
- Pál Turán
- Pyotr Lavrentyevich Ulyanov
- Nina Uraltseva
- Nicholas Varopoulos
- Petr Vopěnka
- Charles Wall
- Robert Fones Williams

## 1974: Vancouver
- Norbert A’Campo
- William Kenneth Allard
- Rouben Ambartzumian
- Dmitri Anosov
- Suren Arakelov
- Vladimir Arnold
- Claudio Baiocchi
- Salah Baouendi
- Wolf Barth
- Jon Barwise
- Ja. M. Barzdin
- Hyman Bass
- Heinz Bauer
- Alain Bensoussan
- George Bergman
- Mikhail Shlemovich Birman
- Enrico Bombieri
- Armand Borel
- Rufus Bowen
- James Henry Bramble
- Haïm Brézis
- Victor Buchstaber
- Thomas Ashland Chapman
- Jeff Cheeger
- Elliott Ward Cheney
- Zbigniew Ciesielski
- Herbert Clemens
- Alfred Clifford
- Jean-Michel Combes
- Alain Connes
- Michael Crandall
- Gérard Debreu
- Pierre Deligne
- Vladimir F. Demyanov
- Roland Dobrushin
- Richard Mansfield Dudley
- George Duff
- Michel Duflo
- Hans Duistermaat
- Eugene Dynkin
- Mkhitar Djrbashian
- David Eisenbud
- Per Enflo
- Jacques Faraut
- Charles Fefferman
- V. V. Filippov
- William James Firey
- Anatoli Fomenko
- Albrecht Fröhlich
- Eberhard Freitag
- Avner Friedman
- Harvey Friedman
- Howard Garland
- Frederick Gehring
- Stephen M. Gersten
- James Glimm
- Boris Gnedenko
- András Hajnal
- Thomas William Hawkins
- Henry Hermes
- Horst Herrlich
- Alan Jerome Hoffman
- Christopher Hooley
- Roger Howe
- Wu-Yi Hsiang
- Peter Jost Huber
- Masahisa Inoue
- Bjarni Jónsson
- Hervé Jacquet
- Anatolii Alexeievitch Karatsuba
- David Kazhdan
- David Kinderlehrer
- Victor Klee
- Daniel Kleitman
- Anthony Knapp
- N. P. Korneichuk
- Heinz-Otto Kreiss
- Wolfgang Krieger
- Harold J. Kushner
- Oscar Lanford
- Herbert Blaine Lawson
- Jacqueline Lelong-Ferrand
- Alexey Fedorovich Leontiev
- Elliott Lieb
- Rolf Lindner
- Jacques-Louis Lions
- George Lusztig
- Grigory Margulis
- Lawrence Markus
- André Martin
- Bernard Maskit
- John Mather
- Geoffrey Matthews
- Bernard Maurey
- Barry Mazur
- Victor Mazurov
- Kevin McCrimmon
- Peter McMullen
- Albert R. Meyer
- Richard James Milgram
- Eric Charles Milner
- Hugh Montgomery
- Patrick Alfred Pierce Moran
- Yiannis Moschovakis
- Nikolay Nekhoroshev
- Edward Nelson
- Jacques Neveu
- Louis Nirenberg
- Michael Stewart Paterson
- Vijay Kumar Patodi
- Maurício Peixoto
- Ted Petrie
- Vladimir Platonov
- Daniel Quillen
- Richard Rado
- Calyampudi Radhakrishna Rao
- John Robert Ringrose
- Claude Ambrose Rogers
- Halsey Royden
- Mary Ellen Rudin
- Sergei Sergeevich Ryshkov
- Alexander Andreevich Samarskii
- Winfried Scharlau
- Wolfgang Schmidt
- Paul Alexander Schweitzer
- Saharon Shelah
- Jack Silver
- Barry Simon
- Isadore Singer
- Andrei Slavnov
- Frank Spitzer
- A. G. Sveshnikov
- Erling Størmer
- Vytautas Statulevičius
- Sergei Stepanov
- Hans Jörg Stetter
- Gilbert Strang
- Volker Strassen
- Kurt Strebel
- A. I. Subbotin
- Dennis Sullivan
- Moss Sweedler
- Endre Szemerédi
- Joseph Lawrence Taylor
- William Thurston
- Jacques Tits
- Clifford Truesdell
- John Wilder Tukey
- V. S. Varadarajan
- Alexander Varchenko
- Anatoly Vershik
- Mark Vishik
- Anatoli Vitushkin
- V. E. Voskresenki
- Bertram Walsh
- John Walsh
- Benjamin Weiss
- James Hardy Wilkinson
- Philip Wolfe
- C. E. Mike Yates
- Vladimir Zakharov
- Christopher Zeeman
- D. P. Zhelobenko

## 1978: Helsinque
- Lars Valerian Ahlfors
- Frederick J. Almgren, Jr.
- Huzihiro Araki
- Michael Aschbacher
- Michael Atiyah
- Robert Aumann
- Albert Baernstein II
- Thomas Banchoff
- William Beckner
- Irwin Bernstein
- Spencer Bloch
- Fedor Bogomolov
- O. I. Bogoyavlensky
- Jerry Bona
- Alexander Borovkov
- Kenneth Stephen Brown
- Alexander Bruno
- Pavol Brunovsky
- Alberto Calderón
- James Weldon Cannon
- Sylvain Cappell
- William Casselman
- Andrew Casson
- Gregory Chudnovsky
- Francis Clarke
- John Coates
- Robert Connelly
- Alain Connes
- John Conway
- Carl de Boor
- Claude Dellacherie
- Jacques Dixmier
- Manfredo do Carmo
- Roland Dobrushin
- Ronald George Douglas
- Vladimir Drinfeld
- Robert Duncan Edwards
- Ivar Ekeland
- Ludvig Faddeev
- Bernd Fischer
- Ciprian Foias
- Jürg Fröhlich
- Dmitry Fuchs
- Masatoshi Fukushima
- Adriano Garsia
- David Gieseker
- Daniel Gorenstein
- Phillip Griffiths
- Mikhael Gromov
- Wolfgang Haken
- Leo Harrington
- Allen Hatcher
- Michael Herman
- Melvin Hochster
- Yulij Ilyashenko
- Victor Ivrii
- Henryk Iwaniec
- Sergey Yablonsky
- Arthur Jaffe
- Victor Kac
- Masaki Kashiwara
- Nicholas Katz
- George Kempf
- Viatcheslav Kharlamov
- Alexandre Kirillov
- Boris Korenblum
- Nikolay Krasovsky
- Nicolai Krylov
- Robert Langlands
- David G. Larman
- James Lepowsky
- Eduard Looijenga
- Ib Madsen
- G. S. Makanin
- John Mallet-Paret
- Yuri Manin
- Sibe Mardešić
- Aleksei Markushevich
- Donald Anthony Martin
- Richard McGehee
- Henry McKean
- Richard Burt Melrose
- Jürgen Moser
- Evgenii Nikishin
- Nikolai Nikolski
- Joachim Nitsche
- Sergei Novikov
- Robert Osserman
- Jacob Palis
- Roger Penrose
- Ilja Pjatetskij-Shapiro
- Vladimir Platonov
- Claudio Procesi
- Paul Rabinowitz
- S. Ramanan
- Douglas Ravenel
- Pierre-Arnaud Raviart
- Pal Revesz
- Andrei Vladimirovich Roiter
- Gian-Carlo Rota
- Grzegorz Rozenberg
- Shoichiro Sakai
- Alexander Andreevich Samarskii
- Wilfried Schmid
- Goro Shimura
- Katsuhiro Shiohama
- Albert Shiryaev
- Charles Coffin Sims
- Yakov Sinai
- Yum-Tong Siu
- Johannes Sjöstrand
- Henri Skoda
- Robert Irving Soare
- Andrei Suslin
- H. J. Sussmann
- Vidar Thomée
- William Thurston
- Robert Tijdeman
- Kenji Ueno
- Dietmar Uhlig
- Jussi Väisälä
- Wilberd van der Kallen
- S. R. Srinivasa Varadhan
- Bob Vaughan
- Nolan Wallach
- André Weil
- Alexander Weinstein
- Alexander Wentzell
- J. E. West
- Shing-Tung Yau
- Gregg Zuckerman

## 1982: Varsóvia (ocorrido em 1983)
- Michael Aizenman
- Antonio Ambrosetti
- Anatoli Andrianov
- Vladimir Arnold
- James Arthur
- Richard Askey
- John Macleod Ball
- Wolf Barth
- Alexander Beilinson
- Jean-Michel Bony
- Jean Bourgain
- David R. Brillinger
- Roger Ware Brockett
- Vladimir Buslaev
- Luis Caffarelli
- Shiu-Yuen Cheng
- Gregory L. Cherlin
- D. M. Chibisov
- Frederick Ronald Cohen
- Ralph Louis Cohen
- Björn Dahlberg
- Simon Donaldson
- Björn Engquist
- Paul Erdős
- Gregory Eskin
- Tadeusz Figiel
- Wendell Fleming
- Dominique Foata
- Jean-Marc Fontaine
- John Erik Fornæss
- Michael Freedman
- Hans Freudenthal
- William Fulton
- Jean-Yves Girard
- Roland Glowinski
- Gene Golub
- Ronald Graham
- Robert Griess
- Mikhael Gromov
- Joe Harris
- Roger Heath-Brown
- Gennadi Henkin
- Nigel James Hitchin
- Christopher Hooley
- Wu-Chung Hsiang
- Shigeru Iitaka
- Vasili Iskovskih
- R. S. Ismagilov
- Tadeusz Iwaniec
- Jens Carsten Jantzen
- Peter Wilcox Jones
- Anthony Joseph
- Feng Kang
- Richard Karp
- B. S. Kasin
- Gennadi Kasparov
- Anatole Katok
- Steven Kerckhoff
- Harry Kesten
- Leonid Khachiyan
- A. G. Khovanskii
- Sergiu Klainerman
- Hans-Wilhelm Knobloch
- Nancy Kopell
- A. B. Kurzanskii
- Yuri A. Kuznetsov
- Olga Ladyzhenskaya
- Andrzej Lasota
- Peter Lax
- A. A. Letichevsky
- Wen-Hsiung Lin
- Pierre-Louis Lions
- Peter Albert Loeb
- László Lovász
- George Lusztig
- Wilhelm Müller
- Robert MacPherson
- Andrew Majda
- Paul Malliavin
- Benoît Mandelbrot
- Petr Mandl
- Ricardo Mañé
- Victor Pavlovich Maslov
- David Masser
- Barry Mazur
- Yves Meyer
- Charles Anthony Micchelli
- Michał Misiurewicz
- Shigefumi Mori
- Arthur Ogus
- Aleksandr Olshansky
- Toshio Ōshima
- Konrad Osterwalder
- Rajagopalan Parthasarathy
- Boris Pavlov
- Aleksander Pełczyński
- Sergey Pinchuk
- Gilles Pisier
- Gordon Plotkin
- Aleksei Pogorelov
- Michael James David Powell
- Michael Rabin
- Kenneth Alan Ribet
- Claus Michael Ringel
- Ralph Tyrrell Rockafellar
- David Ruelle
- Mikio Satō
- Wolfgang Schmidt
- Richard Schoen
- George Roger Sell
- James Serrin
- Julius L. Shaneson
- Saharon Shelah
- Richard Arnold Shore
- Yum-Tong Siu
- Anatol Slissenko
- Christophe Soulé
- Richard Peter Stanley
- Daniel Stroock
- Yuri M. Svirezhev
- Leon Takhtajan
- Robert Tarjan
- Bernard Teissier
- René Thom
- Karen Uhlenbeck
- Leslie Valiant
- Jack van Lint
- Pierre van Moerbeke
- Alexei Venkov
- Michèle Vergne
- Ernest Vinberg
- Oleg Viro
- Dan-Virgil Voiculescu
- Jean-Loup Waldspurger
- Shinzo Watanabe
- Stanisław Lech Woronowicz
- Jerzy Zabczyk
- Vladimir Zakharov
- Efim Zelmanov
- Boris Zilber

## 1986: Berkeley
- Alexei Borisovich Aleksandrov
- Hans Wilhelm Alt
- Taivo Arak
- Enrico Arbarello
- Maurice Auslander
- Tadeusz Balaban
- Hans Werner Ballmann
- Isabella Bashmakova
- Arnaud Beauville
- József Beck
- Gennadi Belyi
- Jean-Michel Bismut
- Anders Björner
- Manuel Blum
- Walter Borho
- Mikhail V. Borovoi
- Henk Bos
- Jean Bourgain
- Franco Brezzi
- Michel Broué
- Robert Bryant
- Gunnar Carlsson
- Andrew Casson
- David Catlin
- Sun-Yung Alice Chang
- Jeff Cheeger
- Alexandre Chorin
- Herbert Clemens
- Laurent Clozel
- Yves Colin de Verdière
- Jean-Louis Colliot-Thélène
- Alain Connes
- Germund Dahlquist
- Guy David
- Alexander Munro Davie
- Mark H. A. Davis
- Louis de Branges de Bourcia
- Corrado de Concini
- Ronald DiPerna
- Simon Donaldson
- Adrien Douady
- Vladimir Drinfeld
- Jean-Pierre Eckmann
- Edward George Effros
- Georgy Petrovich Egorychev
- Yakov Eliashberg
- Lawrence Craig Evans
- Gerd Faltings
- Jürg Fröhlich
- Péter Frankl
- Igor Frenkel
- Pierre Gabriel
- Giovanni Gallavotti
- John Garnett
- Krzysztof Gawedzki
- Frederick Gehring
- Stuart Geman
- Mariano Giaquinta
- Vitaly Ginzburg
- Efim D. Gluskin
- Sergei Godunov
- Dorian Goldfeld
- Andrey Aleksandrovich Gonchar
- Judith Grabiner
- Christine Graffigne
- Dima Grigoriev
- Mikhael Gromov
- Benedict Gross
- Uffe Haagerup
- Richard Hamilton
- Robert Miller Hardt
- Thomas William Hawkins
- Dennis Hejhal
- Haruzo Hida
- Werner Hildenbrand
- Alexander Holevo
- Victor Ivrii
- Henryk Iwaniec
- M. V. Jakobson
- Vaughan Jones
- Jürgen Jost
- Jean-Pierre Kahane
- Narendra Karmarkar
- David Kazhdan
- Alexander S. Kechris
- Carlos Kenig
- Helmut Koch
- V. V. Kozlov
- R. E. Krichevsky
- N. G. Kruzhilin
- A. V. Kryazhimskii
- Nicolai Krylov
- Hiroshi Kunita
- Ivan A. K. Kupka
- Philip Kutzko
- Alistair H. Lachlan
- Oscar Lanford
- László Lempert
- Hendrik Willem Lenstra
- Thomas Milton Liggett
- Menachem Magidor
- Nikolai Makarov
- Yuri Manin
- John Mather
- William Meeks
- Alexander Merkurjev
- Jean-François Mertens
- Haynes Miller
- Vitali Milman
- Tetsuji Miwa
- John Willard Morgan
- Viacheslav Nikulin
- Andrew Odlyzko
- Steven Orszag
- George Papanicolaou
- Leonid Pastur
- Mikhail G. Peretyatkin
- Yakov Pesin
- Nicholas Pippenger
- Vladimir Leonidovich Popov
- Frank Quinn
- Alexander Razborov
- John Rinzel
- Ernst Ruh
- Arnold Schönhage
- Vladimir Scheffer
- Richard Schoen
- Alexander Schrijver
- Jacob Theodore Schwartz
- Zbigniew Semadeni
- Caroline Series
- Paul Seymour
- Peter Shalen
- Adi Shamir
- Micha Sharir
- Saharon Shelah
- V. V. Shokurov
- A. V. Skorokhod
- Stephen Smale
- V. A. Solonnikov
- Thomas Spencer
- Elias Stein
- Charles Joel Stone
- Dennis Sullivan
- Andrei Suslin
- Floris Takens
- Clifford Taubes
- Tammo tom Dieck
- Anthony Joseph Tromba
- Nina Uraltseva
- Eckart Viehweg
- David Vogan
- Gisbert Wüstholz
- Henry Christian Wente
- Alex Wilkie
- R. L. Wilson
- Edward Witten
- Thomas Wolff
- Scott Wolpert
- William Hugh Woodin
- Wu Wenjun
- Victor Yakhot
- Don Zagier
- Eduard Zehnder
- Robert Zimmer

## 1990: Quioto
- Noga Alon
- Marcel Bökstedt
- László Babai
- Dan Barbasch
- Martin Thomas Barlow
- Rodney Baxter
- Eric Douglas Bedford
- Spencer Bloch
- Lenore Blum
- Francis Bonahon
- César Camacho
- Peter Cameron
- Lennart Carleson
- Jon F. Carlson
- Alexandre L. Chistov
- Michael Christ
- Demetrios Christodoulou
- Ronald Coifman
- Stephen Cook
- Jean-Michel Coron
- Joachim Cuntz
- Persi Diaconis
- Roland L. Dobrushin
- Sergio Doplicher
- Richard Durrett
- Jean Écalle
- Boris Feigin
- Joel Feldman
- Andreas Floer
- Kenji Fukaya
- Hillel Fürstenberg
- Matthias Günther
- David Gabai
- Étienne Ghys
- Henri Gillet
- Shafrira Goldwasser
- Thomas G. Goodwillie
- Cameron Gordon
- Rostislav Grigorchuk
- Karsten Grove
- Günter Harder
- Ami Harten
- Helmut Hofer
- Philip Holmes
- Annick Horiuchi
- Ehud Hrushovski
- Craig Huneke
- Martin Huxley
- Kiyoshi Igusa
- Yasutaka Ihara
- Mitsuru Ikawa
- Yulij Ilyashenko
- Alexander A. Ivanov
- Michio Jimbo
- Lowell Edwin Jones
- Vaughan Jones
- William Kahan
- Alexander Karzanov
- Masaki Kashiwara
- Kazuya Katō
- Yujiro Kawamata
- Alexander R. Kemer
- János Kollár
- Victor Kolyvagin
- Shinichi Kotani
- Robert Krasny
- Igor Krichever
- Peter Kronheimer
- Antti Kupiainen
- Shigeo Kusuoka
- Jesper Lützen
- Gérard Laumon
- Robert Lazarsfeld
- Lucien Le Cam
- Gilles Lebeau
- Lin Fanghua
- Pierre-Louis Lions
- László Lovász
- George Lusztig
- Colette Moeglin
- Andrew Majda
- Yuri Manin
- Grigory Margulis
- Olivier Mathieu
- Toshihiko Matsuki
- Dusa McDuff
- Curtis McMullen
- Richard Burt Melrose
- Yves Meyer
- John Millson
- Masayasu Mimura
- Stanislav Molchanov
- Masatake Mori
- Shigefumi Mori
- Shigeyuki Morita
- Henri Moscovici
- Takafumi Murai
- Haruo Murakami
- Anatoly I. Neishtadt
- Yuri Valentinovich Nesterenko
- Sheldon Newhouse
- Adrian Ocneanu
- Takeo Ohsawa
- Michael V. Pimsner
- Sorin Popa
- Gopal Prasad
- David Preiss
- Vojtěch Rödl
- Stephen Rallis
- Mary Rees
- James Renegar
- Nicolai Reshetikhin
- Paul Calvin Roberts
- Klaus Wilhelm Roggenkamp
- Kyoji Saito
- Morihiko Saito
- Leslie Saper
- Peter Sarnak
- Pierre Schapira
- Albert Schwarz
- Graeme Segal
- Tetsuji Shioda
- Eugenii I. Shustin
- Nessim Sibony
- Israel Michael Sigal
- Carlos Simpson
- Yakov G. Sinai
- Georges Skandalis
- Theodore Allen Slaman
- John Robert Steel
- Joseph H. M. Steenbrink
- Michael Struwe
- Toshikazu Sunada
- Kanehisa Takasaki
- Michel Talagrand
- Éva Tardos
- Luc Tartar
- Michael Eugene Taylor
- Robert Wayne Thomason
- Carsten Thomassen
- Gang Tian
- Akihiro Tsuchiya
- Vladimir Turaev
- Karen Uhlenbeck
- Lou van den Dries
- Alexander Varchenko
- Nicholas Varopoulos
- Paul Vojta
- Alexander Volberg
- Avi Wigderson
- Stanisław Lech Woronowicz
- Jean-Christophe Yoccoz
- Marc Yor
- Efim Zelmanov

## 1994: Zurique
- Jeffrey Adams
- Andrei Agrachev
- Henning Haahr Andersen
- Michael Anderson
- Marco Avellaneda
- László Babai
- Victor Bangert
- Richard Franklin Bass
- James Earl Baumgartner
- James Thomas Beale
- Jean Bellissard
- Andrei Bolibrukh
- Sergey Bolotin
- Richard Borcherds
- Jean Bourgain
- Michel Brion
- Marc Burger
- Colin Bushnell
- Kung Ching Chang
- Jean-Yves Chemin
- Fan Chung
- Philippe G. Ciarlet
- Phillip Colella
- Peter Constantin
- John Conway
- Kevin Corlette
- Constantine Dafermos
- Wolfgang Dahmen
- S. G. Dani
- Ingrid Daubechies
- Donald Dawson
- Jean-Pierre Demailly
- David Donoho
- David Drasin
- Noam Elkies
- George Arthur Elliott
- Gerd Faltings
- Giovanni Felder
- Hans Föllmer
- Jürg Fröhlich
- John Franks
- Edward Frenkel
- John Friedlander
- Zoltán Füredi
- Jürgen Gärtner
- Alexander Givental
- Oded Goldreich
- Gene Golub
- Robert Gompf
- Alexander Goncharov
- William Timothy Gowers
- Andrew Granville
- Manoussos G. Grillakis
- David Harbater
- Jan Hogendijk
- Michael Jerome Hopkins
- Deborah Hughes Hallett
- Uwe Jannsen
- David Jerison
- Mark Jerrum
- Jeff Kahn
- Gil Kalai
- Nikolaos Kapouleas
- Joseph Keller
- Eugene Khruslov
- Eberhard Kirchberg
- Frances Kirwan
- Maxim Kontsevich
- Olga Ladyzhenskaya
- Jean Lannes
- Herbert Blaine Lawson
- Claude LeBrun
- François Ledrappier
- Tom Leighton
- Leonid Levin
- Jianshu Li
- Jun Li
- Elliott Lieb
- Pierre-Louis Lions
- Peter Littelmann
- Roberto Longo
- Alain Louveau
- Alexander Lubotzky
- John Edwin Luecke
- Mikhail Lyubich
- Zhi-Ming Ma
- Ricardo Mañé
- Howard Masur
- Hiroshi Matano
- David W. McLaughlin
- Joyce McLaughlin
- Jean-François Mestre
- Yoichi Miyaoka
- Ngaiming Mok
- Gregory Winthrop Moore
- David Robert Morrison
- Tomasz Mrowka
- Charles Newman
- Noam Nisan
- Madhav Vithal Nori
- Edward Odell
- Stanley Osher
- George Oster
- Étienne Pardoux
- Raman Parimala
- Karen Parshall
- K. R. Parthasarathy
- Grigori Perelman
- Edwin Perkins
- Bernadette Perrin-Riou
- Benoit Perthame
- Duong Hong Phong
- Anand Pillay
- Carl Pomerance
- Pavel Pudlak
- Jean-Pierre Quadrat
- Michael Rapoport
- Marina Ratner
- Eliyahu Rips
- Raoul Robert
- Vladimir Rokhlin
- Joachim Hyam Rubinstein
- Alexei N. Rudakov
- Dietmar Arno Salamon
- Jesús María Sanz-Serna
- Joel Schneider
- Erhard Scholz
- Gerald Schwarz
- Stephen Semmes
- Paul Seymour
- Julius L. Shaneson
- Jalal Shatah
- Mitsuhiro Shishikura
- Gordon Douglas Slade
- Wolfgang Soergel
- Christopher Sogge
- Eduardo Daniel Sontag
- Panagiotis E. Souganidis
- Joel Spencer
- Joel Spruck
- John Stillwell
- Stephan Stolz
- Andrei Suslin
- Vladimír Šverák
- Hiroshi Tanaka
- Clifford Taubes
- Richard Taylor
- Eugene Trubowitz
- Pekka Tukia
- Michel Van den Bergh
- S. R. Srinivasa Varadhan
- Victor Vassiliev
- Anatoly Vershik
- Marcelo Viana
- Claude Viterbo
- Dan-Virgil Voiculescu
- Claire Voisin
- Jean-Loup Waldspurger
- Antony Wassermann
- Sidney Martin Webster
- Shmuel Weinberger
- Andrew Wiles
- Mariusz Wodzicki
- Jean-Christophe Yoccoz
- Lai-Sang Young

## 1998: Berlim
- Miklós Ajtai
- David Aldous
- George Andrews
- James Arthur
- Michèle Artigue
- Paul Aspinwall
- Kari Astala
- Marco Avellaneda
- Victor Batyrev
- Bonnie Berger
- Vladimir Berkovich
- Joseph Bernstein
- Fabrice Bethuel
- Gregory Beylkin
- Jean-Michel Bismut
- Eugene Bogomolny
- Béla Bollobás
- Maury Bramson
- Detlev Buchholz
- Dmitri Burago
- Maria G. Bartolini Bussi
- Jennifer Tour Chayes
- Karine Chemla
- Ivan Cherednik
- Michael Christ
- Tobias Colding
- Pierre Collet
- Pierre Colmez
- William Cook
- Maurizio Cornalba
- Joseph Dauben
- Miguel de Guzmán
- Aise Johan de Jong
- Welington de Melo
- Percy Deift
- Christopher Deninger
- Persi Diaconis
- Robbert Dijkgraaf
- Simon Donaldson
- Alexander Dranishnikov
- Andreas Dress
- Boris Dubrovin
- William Duke
- William Gerard Dwyer
- Yakov Eliashberg
- Håkan Eliasson
- Björn Engquist
- Alex Eskin
- Joan Feigenbaum
- Ronald Fintushel
- Matthew Foreman
- András Frank
- Michael Freedman
- Mark Freidlin
- Eric Friedlander
- Giovanni Gallavotti
- Sylvestre Gallot
- Jayanta Kumar Ghosh
- Antonio Giorgilli
- Michel Goemans
- Friedrich Götze
- Yury Grabovsky
- Gian Michele Graf
- François Gramain
- Jeremy Gray
- Mark Green
- Leslie Greengard
- Ulf Grenander
- Wolfgang Hackbusch
- Peter Gavin Hall
- Johan Håstad
- Shuhei Hayashi
- Frédéric Hélein
- Michael Herman
- Nigel Higson
- Gregory Hjorth
- Bernard R. Hodgson
- Helmut Hofer
- Frank Hoppensteadt
- Thomas Hou
- Ehud Hrushovski
- Gerhard Huisken
- Gérard Iooss
- Sergei Ivanov (matemático)
- Robert Ronald Jensen
- Iain Murray Johnstone
- Dominic Joyce
- William Kantor
- Mikhail Kapranov
- Yuri Kifer
- Robert Kottwitz
- Sergei Kuksin
- Krystyna Kuperberg
- François Labourie
- Michael Lacey
- Laurent Lafforgue
- Alain Lascoux
- Jean-François Le Gall
- Donald John Lewis
- Hans Lindblad
- Joachim Lohkamp
- Ian Macdonald
- Matei Machedon
- Mark Mahowald
- Stéphane Mallat
- Gunter Malle
- Jiří Matoušek
- Pertti Mattila
- Barry McCoy
- Dusa McDuff
- Curtis McMullen
- Loïc Merel
- Frank Merle
- Vitali Milman
- Graeme Milton
- Tetsuji Miwa
- Shinichi Mochizuki
- Cathleen Synge Morawetz
- Jürgen Moser
- Shahar Mozes
- Detlef Müller
- Stefan Müller
- Ludomir Newelski
- Harald Niederreiter
- Mogens Niss
- Jorge Nocedal
- Tomotada Ohtsuki
- Hisashi Okamoto
- Bob Oliver
- George Papanicolaou
- Charles Peskin
- Sergey Pinchuk
- Ulrich Pinkall
- Gilles Pisier
- Toniann Pitassi
- Leonid Polterovich
- Gustavo Ponce
- Aleksandr V. Pukhlikov
- William R. Pulleyblank
- Rolf Rannacher
- Idun Reiten
- Jeremy Rickard
- Aline Robert
- Yongbin Ruan
- Mikhail V. Safonov
- Peter Sarnak
- Hans Peter Schlickewei
- Roberto H. Schonmann
- Alexander Schrijver
- Kristian Seip
- Vera Serganova
- Aner Shalev
- Peter Shor
- David Siegmund
- Karl Sigmund
- Neil Sloane
- Feodor A. Smirnov
- David A. Smith
- Hart Francis Smith
- Hans-Georg Steiner
- Ronald John Stern
- James Stigler
- Jan-Olov Stromberg
- Madhu Sudan
- Grzegorz Swiatek
- Alain-Sol Sznitman
- Michel Talagrand
- Clifford Taubes
- Joseph Adolf Thas
- Stevo Todorčević
- Nicole Tomczak-Jaegermann
- Lloyd Nicholas Trefethen
- Boris Tsirelson
- Takeshi Tsuji
- Gunther Uhlmann
- Cumrun Vafa
- Marcelo Viana
- Vinicio Villani
- Kari Vilonen
- Vladimir Voevodsky
- Stephen Wainger
- Minoru Wakimoto
- Emo Welzl
- Alex Wilkie
- Jan Camiel Willems
- Ruth J. Williams
- Zhihong Xia
- Dmitri Yafaev
- Horng-Tzer Yau
- Andrei Zelevinsky
- Shou-Wu Zhang
- Jochem Zowe

## 2002: Pequim
- Semyon Alesker
- Noga Alon
- Luigi Ambrosio
- Ben Andrews
- Douglas Arnold
- Sanjeev Arora
- Hajer Bahouri
- Deborah Loewenberg Ball
- Imre Bárány
- Robert Bartnik
- Gérard Ben Arous
- Michael Benedicks
- Jean Bertoin
- Mladen Bestvina
- Phillipe Biane
- Peter John Bickel
- Stephen Bigelow
- Paul Biran
- Dietmar Bisch
- Aart Blokhuis
- Erwin Bolthausen
- Christian Bonatti
- Alexei Bondal
- Umberto Bottazzini
- Elisabeth Bouscaren
- Hubert Bray
- Yann Brenier
- Alberto Bressan
- Jean Bricmont
- Lawrence David Brown
- Luis Caffarelli
- Sun-Yung Alice Chang
- Yu. V. Chekanov
- Jean-Yves Chemin
- Mu-Fa Chen
- Xiuxioung Chen
- Alain Chenciner
- James Cogdell
- Albert Cohen
- Henri Cohen
- Gérard Cornuéjols
- Patrick Delorme
- James Demmel
- Jan Denef
- Weiyue Ding
- David Donoho
- Jean-Luc Dorier
- Michael R. Douglas
- Weinan E
- Jean-Pierre Eckmann
- Moritz Epple
- Alexandre Eremenko
- Hélène Esnault
- Pavel Etingof
- Ludvig Faddeev
- Uriel Feige
- Eduard Feireisl
- Bernold Fiedler
- Philippe Flajolet
- Jean-Marc Fontaine
- Giovanni Forni
- Dan Freed
- Mikio Furuta
- Dennis Gaitsgory
- Liming Ge
- Emmanuel Giroux
- Moti Gitik
- Shafrira Goldwasser
- Lothar Göttsche
- Lei Guo
- Uffe Haagerup
- Thomas Hales
- Vagn Lundsgaard Hansen
- Michael Harris
- Juha Heinonen
- Lars Hesselholt
- Jiaxing Hong
- Michael Jerome Hopkins
- Kentarō Hori
- Celia Hoyles
- Hu Hesheng
- Annette Huber-Klawitter
- Russell Impagliazzo
- Eleny Ionel
- Hans Niels Jahnke
- Svetlana Jitomirskaya
- Kurt Johansson
- Victor Kac
- Gabriele Kaiser
- Ravindran Kannan
- Nicole El Karoui
- Kazuya Katō
- Carlos Kenig
- Harry Kesten
- T. Kilpelainen
- Guido Kings
- Frances Kirwan
- Alexander Klyachko
- Toshiyuki Kobayashi
- Nancy Kopell
- Stephen S. Kudla
- Laurent Lafforgue
- Vincent Lafforgue
- Daniel Lascar
- Rafał Latała
- Greg Lawler
- Nicolas Lerner
- Frederick Leung
- Marc Levine
- Peter Li
- YanYan Li
- Nati Linial
- Kefeng Liu
- Tai-Ping Liu
- Yiming Long
- Mitchell Luskin
- Vladimir Maz'ya
- Michael McQuillan
- Vikram Bhagvandas Mehta
- Eckhard Meinrenken
- Alexander Mielke
- Nitsa Movshovitz-Hadar
- Shigeru Mukai
- David Mumford
- Bruno Nachtergaele
- Hiraku Nakajima
- Maxim Nazarov
- Nikita Nekrasov
- Masatoshi Noumi
- Dmitri Orlov
- Felix Otto
- Rahul Pandharipande
- Yuval Peres
- Anton Petrunin
- Ilja Pjatetskij-Shapiro
- Richard Pink
- Agoston Pisztora
- Cheryl Praeger
- Enrique Pujals
- Anjing Qu
- Alfio Quarteroni
- Rolf Rannacher
- Ran Raz
- Bruce Reed
- Miles Reid
- Y. Ritov
- Tristan Rivière
- Tom Romberg
- Xiaochun Rong
- Markus Rost
- Karl Rubin
- Daniel Jay Rudolph
- Tobias Rydén
- Vadim Schechtman
- Christoph Schwab
- Richard Schwartz
- Paul Seidel
- Zlil Sela
- James Sethian
- Freydoon Shahidi
- Leonid Shilnikov
- Yum-Tong Siu
- John Smillie
- Terry Speed
- Daniel Spielman
- Toby Stafford
- Eitan Tadmor
- Dmitry Tamarkin
- Daniel Tătaru
- Richard Taylor
- Peter Teichner
- Christoph Thiele
- Gang Tian
- Ulrike Tillmann
- Burt Totaro
- Craig Tracy
- Dmitri Treschev
- Emmanuel Ullmo
- Marie-France Vignéras
- Schicheng Wang
- Xu-Jia Wang
- Brian White
- Peter Winkler
- Edward Witten
- Maciej P. Wojtkowski
- William Hugh Woodin
- Trevor Wooley
- Sijue Wu
- Shutie Xiao
- Zhouping Xin
- Jia-An Yan
- Ivan Yaschenko
- A. Yu. Zaitsev
- Ofer Zeitouni
- Steven Zelditch
- Weiping Zhang
- Xiangyu Zhou
- Günter Matthias Ziegler
- Maciej Zworski

## 2006: Madrid
Os trabalhos publicados no ICM 2006 estão disponíveis na referência
- Oleg N. Ageev
- Ian Agol
- Manindra Agrawal
- Valery Alexeev
- Michèle Artigue
- Franck Barthe
- Alexander Barvinok
- Vitaly Bergelson
- Roman Bezrukavnikov
- Manjul Bhargava
- Stefano Bianchini
- Mario Bonk
- Vivek Borkar
- Jean-Benoît Bost
- Mireille Bousquet-Mélou
- Anton Bovier
- Stephen P. Boyd
- Alexander Braverman
- Simon Brendle
- Tom Bridgeland
- Martin Bridson
- Russel E. Caflisch
- Emmanuel Candès
- Vicent Caselles
- Alberto Cattaneo
- Raphaël Cerf
- Ching-Li Chai
- Zhiming Chen
- Shiu-Yuen Cheng
- Yvonne Choquet-Bruhat
- Leo Corry
- William Crawley-Boevey
- Henri Darmon
- Rafael de la Llave
- Jan de Lange
- Ehud de Shalit
- Percy Deift
- Jean-Pierre Demailly
- Amir Dembo
- Bernard Derrida
- Ronald DeVore
- Dmitry Dolgopyat
- Peter Donnelly
- Rod Downey
- Marcus du Sautoy
- Ricardo G. Durán
- Nira Dyn
- Lawrence Ein
- Yakov Eliashberg
- Kenneth David Elworthy
- Oleg Yu. Emanouilov
- Jianqing Fan
- Kazuhiro Fujiwara
- Patrick Gérard
- Bert Gerards
- Robert Ghrist
- Étienne Ghys
- François Golse
- Martin Grötschel
- Tom Graber
- Gian Michele Graf
- Ben Green
- Michael Griebel
- Ian Grojnowski
- Fritz Grunewald
- Niccolò Guicciardini
- Alice Guionnet
- Max Gunzburger
- Matthew Gursky
- Mark Haiman
- Richard Hamilton
- Guy Henniart
- Steve Hofmann
- Alexander Holevo
- Ko Honda
- Jun-Muk Hwang
- Hitoshi Ishii
- Henryk Iwaniec
- Iain Murray Johnstone
- Vadim Kaloshin
- Michael Kapovich
- Kazuya Katō
- Bernhard Keller
- Petar Kenderov
- Mikhail Khovanov
- Jeong Han Kim
- Boáz Klartag
- Jon Kleinberg
- Bruce Kleiner
- Robert Kohn
- Sergei Konyagin
- Bryna Kra
- Steven Lalley
- François Lalonde
- Gérard Laumon
- Claude Le Bris
- Patrice Le Calvez
- Yves Le Jan
- Peng Yee Lee
- Randall J. LeVeque
- David Levermore
- Elon Lindenstrauss
- Xiaobo Liu
- Tomasz Łuczak
- Toshiki Mabuchi
- Yvon Maday
- Ib Madsen
- Jean-Michel Maillet
- Marcos Marito
- Peter McCullagh
- Philippe Michel
- Grigory Mikhalkin
- William Minicozzi
- Yair Minsky
- Nicolas Monod
- Fabien Morel
- Bienvenido Nebres
- Itay Neeman
- Arkadi Nemirovski
- Ngô Bảo Châu
- Wiesława Nizioł
- Martin Nowak
- David Nualart
- Yong-Geun Oh
- Andrei Okounkov
- Kaoru Ono
- Eric Opdam
- Konrad Osterwalder
- Narutaka Ozawa
- Peter Ozsváth
- Dominique Picard
- Sorin Popa
- Mario Pulvirenti
- Alfio Quarteroni
- Anthony Ralston
- Michael Rathjen
- Omer Reingold
- Igor Rodnianski
- Mikael Rørdam
- Antonio Ros
- Linda Preiss Rothschild
- Tim Roughgarden
- Raphaël Rouquier
- Ronitt Rubinfeld
- Imre Ruzsa
- Francisco Santos Leal
- Mark Sapir
- Ovidiu Savin
- Thomas Michael Scanlon
- William Schmidt
- Peter Schneider
- Oded Schramm
- Christoph Schweigert
- Ákos Seress
- Sylvia Serfaty
- Yehuda Shalom
- Michael Shub
- Alan Siegel
- Christopher Skinner
- Stanislav Smirnov
- Agata Smoktunowicz
- Avraham Soffer
- David Soudry
- Birgit Speh
- Tonny Albert Springer
- Olof Staffans
- Richard Peter Stanley
- Emil Straube
- Endre Süli
- Zoltán Szabó
- Stanisław Szarek
- Anders Szepessy
- Terence Tao
- Vladimir Temlyakov
- Tomohide Terasoma
- Chuu-Lian Terng
- Robin Thomas
- Simon Thomas
- Xavier Tolsa
- Luca Trevisan
- Neil Trudinger
- Yuri Tschinkel
- Eric Urban
- Juan Luis Vázquez
- Arjan van der Schaft
- Vinayak Vatsal
- Luis Vega
- Juan L. Veläzquez
- Michèle Vergne
- Cédric Villani
- Karen Vogtmann
- Wendelin Werner
- Paul Wiegmann
- Avi Wigderson
- Burkhard Wilking
- Jaroslaw Wlodarczyk
- Hung-Hsi Wu
- Guoliang Yu
- Anton Zorich
- Enrique Zuazua

## 2010: Hyderabad
- Jill Adler
- Dorit Aharonov
- David Aldous
- Marie-Claude Arnaud
- Denis Auroux
- Artur Avila
- Peter Bürgisser
- Ellen Baake
- Ramachandran Balasubramanian
- Paul Balmer
- Prakash Belkale
- Itai Benjamini
- David J Benson
- Patrick Bernard
- Louis Billera
- Alexei Borodin
- Arup Bose
- Christophe Breuil
- Xavier Buff
- Nicolas Burq
- Probal Chaudhuri
- Shuxing Chen
- Chong-Qing Cheng
- Arnaud Chéritat
- Bernardo Cockburn
- Fernando Codá Marques
- Henry Cohn
- Gonzalo Contreras
- Jean-Michel Coron
- Kevin Costello
- Marianna Csörnyei
- Edward Norman Dancer
- Camillo De Lellis
- Manuel del Pino
- Freddy Delbaen
- Frank den Hollander
- Nils Dencker
- Irit Dinur
- Cynthia Dwork
- Manfred Einsiedler
- Anna Erschler
- Alex Eskin
- Steven Neil Evans
- Isabel Fernández
- Sergey Fomin
- Hélène Frankowska
- Jixiang Fu
- Hillel Fürstenberg
- Nicola Fusco
- David Gabai
- Damien Gaboriau
- Sara van de Geer
- William Goldman
- Iain Gordon
- Ralph Greenberg
- Jesper Kragh Grodal
- Venkatesan Guruswami
- Larry Guth
- Christopher Hacon
- Ursula Hamenstädt
- Roger Heath-Brown
- Thomas J.R. Hughes
- Michael Hutchings
- Daniel Huybrechts
- Alexander Its
- Sergei Ivanov (matemático)
- Satoru Iwata
- Masaki Izumi
- Tadeusz Januszkiewicz
- Peter Wilcox Jones
- Dmitry Kaledin
- Anton Kapustin
- Nikita Karpenko
- Kiran Kedlaya
- Carlos Kenig
- Chandrashekhar Khare
- Subhash Khot
- Mark Kisin
- Tinne Hoff Kjeldsen
- Pekka Koskela
- Arno Kuijlaars
- Shrawan Kumar
- Karl Kunisch
- Antti Kupiainen
- Wolfgang Lück
- Marc Lackenby
- Sergey Lando
- Erez Lapid
- Yoram Last
- Bernard Leclerc
- Chiu-Chu Melissa Liu
- Ivan Losev
- Jacob Lurie
- Xiaonan Ma
- Philip Maini
- Matilde Marcolli
- Peter A. Markowich
- Gaven Martin
- Vieri Mastropietro
- Brendan McKay
- James McKernan
- Pablo Mira
- Maryam Mirzakhani
- Justin Tatch Moore
- Sophie Morel
- Alexander Nabutovsky, Nikolai Nadirashvili
- Assaf Naor
- Fedor Nazarov
- Jaroslav Nešetřil
- Yurii Nesterov
- Claudia Neuhauser
- Ngô Bảo Châu
- Andre Nies
- Ricardo Horatio Nochetto
- Hee Oh
- Stanley Osher
- Frank Pacard
- Raman Parimala
- Jongil Park
- Pablo A. Parrilo
- Alexey Parshin
- Mihai Paun
- Peng Shige
- Ya'acov Peterzil
- Kim Plofker
- Jeremy Quastel
- Eric Rains
- Zinovy Reichstein
- Idun Reiten
- Nicolai Reshetikhin
- Oliver Riordan
- Federico Rodriguez Hertz
- Mark Rudelson
- Shuji Saito
- Takeshi Saito
- Omri Sarig
- Norbert Schappacher
- Richard Schoen
- Frank-Olaf Schreyer
- Christof Schuette
- Gregory Seregin
- Nimish A. Shah
- Qi-Man Shao
- Alexander Shapiro
- Scott Sheffield
- Zuowei Shen
- Dimitri Shlyakhtenko
- Alexander Shnirelman
- Mikhail Sodin
- Kannan Soundararajan
- Daniel Spielman
- Herbert Spohn
- Vasudevan Srinivas
- Sergei Starchenko
- Andrys Stipsicz
- Catharina Stroppel
- Benny Sudakov
- Suresh Venapally
- Richard Thomas
- Tatiana Toro
- Nizar Touzi
- Dmitry Turaev
- Salil Vadhan
- Stefaan Vaes
- Benno van Dalen
- Aad Van der Vaart
- S. R. Srinivasa Varadhan
- T. N. Venkataramana
- Akshay Venkatesh
- Roman Vershynin
- Claire Voisin
- Robert Weismantel
- Jean-Yves Welschinger
- Katrin Wendland
- Mary Wheeler
- Amie Wilkinson
- Jean-Pierre Wintenberger
- William Hugh Woodin
- Jinchao Xu
- Zongben Xu
- Takao Yamaguchi
- Xu Zhang
- Xunyu Zhou

## 2014: Seul
- Rémi Abgrall
- Mohammed Abouzaid
- Ian Agol
- Anton Alekseev
- Nicolás Andruskiewitsch
- Konstantin Ardakov
- James Arthur
- Joseph Ayoub
- Viviane Baladi
- Weizhu Bao
- Boaz Barak
- Kai Behrend
- Mikhail Belolipetsky
- Georgia Benkart
- Yves Benoist
- Manjul Bhargava
- Olivier Biquard
- Alexei Borodin
- Andrea Braides
- Mark Braverman
- Emmanuel Breuillard
- Franco Brezzi
- Francis Brown
- Jonathan Brundan
- Annalisa Buffa
- Andrei Bulatov
- Eric Cancès
- Emmanuel Candès
- Sourav Chatterjee
- Zoé Chatzidakis
- Luigi Chierchia
- Demetrios Christodoulou
- Maria Chudnovsky
- Julia Chuzhoy
- David Conlon
- Guillermo Cortinas
- Ivan Corwin
- Sylvain Crovisier
- Mihalis Dafermos
- Panagiota Daskalopoulos
- Bertrand Duplantier
- Yalchin Efendiev
- Friedrich Eisenbrand
- Matthew Emerton
- Michael Entov
- László Erdős
- Bertrand Eynard
- Fuquan Fang
- Ilijas Farah
- Benson Farb
- Albert Fathi
- Alessio Figalli
- Vladimir Fock
- Jacob Fox
- Alan Frieze
- Alexander Furman
- Søren Galatius
- Isabelle Gallagher
- Gan Wee Teck
- Craig Gentry
- Anton Gerasimov
- Étienne Ghys
- Anna Catherine Gilbert
- Daniel Goldston
- Ben Green
- Geoffrey Grimmett
- Mark William Gross
- Robert Guralnick
- Seung-Yeal Ha
- Martin Hairer
- Michael Harris
- Harald Helfgott
- Michael Anthony Hill
- Nancy Hingston
- Kengo Hirachi
- Jun-Muk Hwang
- Tuomas Hytönen
- Robert Jerrard
- Jeremy Kahn
- Seok-Jin Kang
- Martin Kassabov
- Nets Katz
- Rinat Kedem
- Olga Kharlampovich
- Bumsig Kim
- Byunghan Kim
- Alexander Kleshchev
- János Kollár
- Michael Krivelevich
- Daniela Kühn
- Takashi Kumagai
- Alexander Kuznetsov
- Izabella Laba
- Kenneth Lange
- Monique Laurent
- Jean-François Le Gall
- Michel Ledoux
- Ki-Ahm Lee
- Adrian Lewis
- Tao Li
- Chang-Shou Lin
- François Loeser
- Russell Lyons
- Terry Lyons
- Mikhail Lyubich
- Andrea Malchiodi
- Adam Marcus
- Jens Marklof
- Vladimir Markovic
- Fernando Codá Marques
- Davesh Maulik
- Robert McCann
- Frank Merle
- Alexei Miasnikov
- John Milnor
- Maryam Mirzakhani
- Takurō Mochizuki
- Antonio Montalbán
- Carlos Gustavo Moreira
- Jean-Michel Morel
- Mircea Mustaţă
- Aaron Naber
- André Neves
- Barbara Niethammer
- Marc Noy
- Ryan O'Donnell
- Keiji Oguiso
- Grigori Olshanski
- Hinke Osinga
- Deryk Osthus
- Victor Ostrik
- Yaron Ostrover
- János Pach
- Sandrine Péché
- Benoit Perthame
- Jonathan Pila
- János Pintz
- Gabriella Pinzari
- Jill Pipher
- Mark Pollicott
- Han Qi
- Pierre Raphael
- Andrei S. Rapinchuk
- Daya Reddy
- Bertrand Rémy
- Nicolas Ressayre
- Charles Rezk
- Hans Ringström
- Luc Robbiano
- Vojtěch Rödl
- John Rognes
- Pierre Rouchon
- Zeev Rudnick
- Laure Saint-Raymond
- Tom Sanders
- Thomas Schick
- Wilhelm Schlag
- Peter Scholze
- Robert Seiringer
- Timo Seppäläinen
- Vera Serganova
- Nataša Šešum
- Samson Shatashvili
- Shen Weixiao
- Chi-Wang Shu
- Vladas Sidoravicius
- Bernd Siebert
- Reinhard Siegmund-Schultze
- Luis Silvestre
- Karen Smith
- Sasha Sodin
- Slawomir Solecki
- Roland Speicher
- Daniel Spielman
- Nikhil Srivastava
- Angelika Steger
- Andrew Mark Stuart
- Jérémie Szeftel
- Gábor Székelyhidi
- László Székelyhidi
- Denis Talay
- Constantin Teleman
- Jörg Teschner
- Yukinobu Toda
- Bertrand Toën
- Peter Topping
- Dominique Tournes
- Masato Tsujii
- Alexandre Tsybakov
- Sebastian van Strien
- Michela Varagnolo
- Eric Vasserot
- András Vasy
- Mikhail Verbitsky
- Bálint Virág
- Van Ha Vu
- Martin Wainwright
- Jean-Loup Waldspurger
- Juncheng Wei
- Stefan Wenger
- Ryan Williams
- Daniel Wise
- Trevor Wooley
- Sergey Yekhanin
- Cem Yıldırım
- Jiongmin Yong
- Shih-Hsien Yu
- Ya-xiang Yuan
- Umberto Zannier
- Thaleia Zariphopoulou
- Yitang Zhang
- Günter Matthias Ziegler
- Tamar Ziegler

## 2018: Rio de Janeiro
- Dan Abramovich
- Andris Ambainis
- Luigi Ambrosio
- Nalini Anantharaman
- Fabrizio Andreatta
- Yves André
- Tomoyuki Arakawa
- Carolina Bhering de Araujo
- Spiros Argyros
- Sanjeev Arora
- Matthias Aschenbrenner
- László Babai
- József Balogh
- Arthur Bartels
- Alexander Belavin
- Nicolas Bergeron
- Bo Berndtsson
- Andrea Bertozzi
- Caucher Birkar
- Christopher Bishop
- Jairo Bochi
- Marianna Bosch
- Sem Borst
- Sébastien Boucksom
- Paul Bourgade
- Lewis Bowen
- Peter Bühlmann
- Raimund Bürger
- Serge Cantat
- Lucia Caporaso
- Manuel Castro
- Dmitri Chelkak
- Jungkai Alfred Chen
- Meng Chen
- Ronald Coifman
- Diego Córdoba
- Pierre Degond
- Jean-Marc Delort
- Laura DeMarco
- Ciprian Demeter
- Lorenzo Diaz
- Simon Donaldson
- Lou van den Dries
- Qiang Du
- Hugo Duminil-Copin
- Tobias Ekholm
- Selim Esedoglu
- Maria Esteban
- Ruy Exel
- Mouhamed Moustapha Fall
- Bassam Fayad
- Laurent Fargues
- Michael Finkelberg
- Philippe Di Francesco
- Koji Fujiwara
- Vyacheslav Futorny
- Josselin Garnier
- Christof Geiß
- Tsachik Gelander
- Yoshikazu Giga
- Mike Giles
- Catherine Goldstein
- Sébastien Gouëzel
- Massimiliano Gubinelli
- Colin Guillarmou
- Paul Hacking
- Richard Haydon
- Xuhua He
- Joeris van der Hoeven
- Michael Hochman
- Umberto Hryniewicz
- June Huh
- Piotr Indyk
- Adrian Ioana
- Adrian Iovita
- Osamu Iyama
- Pierre-Emmanuel Jabin
- Stephen Jackson
- Richard James
- Shi Jin
- William Buhmann Johnson
- Bernardo Uribe
- Michael Irwin Jordan
- Yael Tauman Kalai
- Noureddine El Karoui
- Rinat Kashaev
- Fanny Kassel
- Gil Kalai
- Yasuyuki Kawahigashi
- Neeraj Kayal
- Sean Keel
- Peter Keevash
- Richard Kenyon
- Moritz Kerz
- Jong Hae Keum
- Konstantin Khanin
- Alexander Kiselev
- Jochen Koenigsmann
- Ulrich Kohlenbach
- Vladimir Koltchinskii
- Andres Koropecki
- Raphaël Krikorian
- Peter Kronheimer
- Wojciech Kucharz
- Krzysztof Kurdyka
- Vincent Lafforgue
- Claudio Landim
- Matti Lassas
- Jean Bernard Lasserre
- Greg Lawler
- Elizaveta Levina
- Robert Lipshitz
- Carlangelo Liverani
- Aleksander Logunov
- Helena J. Nussenzveig Lopes
- Christian Lubich
- Alexander Lubotzky
- Aleksander Mądry
- Mohamed Majdoub
- Eugenia Malinnikova
- Maryanthe Malliaris
- Ciprian Manolescu
- Yvan Martel
- Nader Masmoudi
- András Máthé
- Kaisa Matomäki
- James Maynard
- Svitlana Mayboroda
- Jason P. Miller
- Siddhartha Mishra
- Mahan Mj
- Martin Möller
- Andrea Montanari
- Carlos Gustavo Moreira
- Robert Morris
- Clément Mouhot
- Tomasz Mrowka
- Ritabrata Munshi
- Emmy Murphy
- Assaf Naor
- Meysam Nassiri
- Sonia Natale
- Andrés Navas
- András Némethi
- Stéphane Nonnenmacher
- Andrei Okounkov
- Denis Osin
- Igor Pak
- Rahul Pandharipande
- Ivan Panin
- Georgios Pappas
- John Pardon
- Byeong U. Park
- Stefanie Petermichl
- Mamokgethi Phakeng
- Guido de Philippis
- Vincent Pilloni
- Jan von Plato
- Alexei Poltoratski
- Bjorn Poonen
- Mihnea Popa
- Alexander Postnikov
- Rafael Potrie
- Dipendra Prasad
- Feliks Przytycki
- Luis Radford
- Maksym Radziwill
- Prasad Raghavendra
- Alan Reid
- Benjamin Rossman
- Tatiana Roque
- David E. Rowe
- Claudia Sagastizábal
- Pedro Salomão
- Sucharit Sarkar
- Olivier Schiffmann
- Benjamin Schlein
- Peter Scholze
- Sylvia Serfaty
- Mariya Shcherbina
- Amit Singer
- Allan Sly
- Ivan Smith
- David Steurer
- Song Sun
- Balázs Szegedy
- Yūji Tachikawa
- Tang Tao
- Gábor Tardos
- Jonathan Taylor
- Andreas Thom
- Rekha Thomas
- Jack Thorne
- Dinh Tien-Cuong
- Pham Huu Tiep
- Philippe Toint
- Fabio Toninelli
- Anna-Karin Tornberg
- Bálint Tóth
- Emmanuel Trélat
- Jacob Tsimerman
- Virginia Vassilevska Williams
- Akshay Venkatesh
- Maryna Viazovska
- Eva Viehmann
- Miguel Walsh
- Simone Warzel
- Anna Wienhard
- Geordie Williamson
- Thomas Willwacher
- Wilhelm Winter
- Barbara Wohlmuth
- Nick Wormald
- Chenyang Xu
- Jiangong You
- Lai-Sang Young
- Zhiwei Yun
- Pingwen Zhang
- Wei Zhang

## 2022: São Petersburgo
Fonte:
| Seção                                                  | Palestrante              |
| ------------------------------------------------------ | ------------------------ |
| 1 - Lógica                                             | Gal Binyamini            |
| 1 - Lógica                                             | Natasha Dobrinen         |
| 1 - Lógica                                             | Georges Gonthier         |
| 1 - Lógica                                             | Huijia Lin               |
| 1 - Lógica                                             | Andrew Marks             |
| 1 - Lógica                                             | Dmitry Novikov           |
| 1 - Lógica                                             | Amit Sahai               |
| 1 - Lógica                                             | Keita Yokoyama           |
| 1 - Lógica                                             | Dmitriy Zhuk             |
| 2 - Álgebra                                            | Pierre-Emmanuel Caprace  |
| 2 - Álgebra                                            | Alexander Efimov         |
| 2 - Álgebra                                            | Neena Gupta              |
| 2 - Álgebra                                            | Syu Kato                 |
| 2 - Álgebra                                            | Michael Larsen           |
| 2 - Álgebra                                            | Marc Levine              |
| 2 - Álgebra                                            | Huijia Lin               |
| 2 - Álgebra                                            | Amnon Neeman             |
| 2 - Álgebra                                            | Irena Peva               |
| 2 - Álgebra                                            | Amit Sahai               |
| 2 - Álgebra                                            | Bernd Sturmfels          |
| 2 - Álgebra                                            | George Willis            |
| 3 - Teoria dos Números                                 | Raphaël Beuzart-Plessis  |
| 3 - Teoria dos Números                                 | Ana Caraiani             |
| 3 - Teoria dos Números                                 | Samit Dasgupta           |
| 3 - Teoria dos Números                                 | Alexander Gamburd        |
| 3 - Teoria dos Números                                 | Philipp Habegger         |
| 3 - Teoria dos Números                                 | Atsushi Ichino           |
| 3 - Teoria dos Números                                 | Tasho Kaletha            |
| 3 - Teoria dos Números                                 | Mahesh Kakde             |
| 3 - Teoria dos Números                                 | Bruno Klingler           |
| 3 - Teoria dos Números                                 | Dimitrios Koukoulopoulos |
| 3 - Teoria dos Números                                 | Marc Levine              |
| 3 - Teoria dos Números                                 | David Loeffler           |
| 3 - Teoria dos Números                                 | Lillian Pierce           |
| 3 - Teoria dos Números                                 | Joseph H. Silverman      |
| 3 - Teoria dos Números                                 | Sug Woo Shin             |
| 3 - Teoria dos Números                                 | Ye Tian                  |
| 3 - Teoria dos Números                                 | Melanie Wood             |
| 3 - Teoria dos Números                                 | Sarah Zerbes             |
| 3 - Teoria dos Números                                 | Xinwen Zhu               |
| 4 - Geometria Algébrica e Complexa                     | Mina Aganagić            |
| 4 - Geometria Algébrica e Complexa                     | Aravind Asok             |
| 4 - Geometria Algébrica e Complexa                     | Arend Bayer              |
| 4 - Geometria Algébrica e Complexa                     | Ana Caraiani             |
| 4 - Geometria Algébrica e Complexa                     | Alexander Efimov         |
| 4 - Geometria Algébrica e Complexa                     | Barbara Fantechi         |
| 4 - Geometria Algébrica e Complexa                     | Jean Fasel               |
| 4 - Geometria Algébrica e Complexa                     | Ofer Gabber              |
| 4 - Geometria Algébrica e Complexa                     | Neena Gupta              |
| 4 - Geometria Algébrica e Complexa                     | Tamas Hausel             |
| 4 - Geometria Algébrica e Complexa                     | Bruno Klingler           |
| 4 - Geometria Algébrica e Complexa                     | Marc Levine              |
| 4 - Geometria Algébrica e Complexa                     | Chi Li                   |
| 4 - Geometria Algébrica e Complexa                     | Emanuele Macrì           |
| 4 - Geometria Algébrica e Complexa                     | Aaron Pixton             |
| 4 - Geometria Algébrica e Complexa                     | Yuri Prokhorov           |
| 4 - Geometria Algébrica e Complexa                     | Olivier Wittenberg       |
| 4 - Geometria Algébrica e Complexa                     | Peter Zograf             |
| 5 - Geometria                                          | Richard Bamler           |
| 5 - Geometria                                          | Robert Berman            |
| 5 - Geometria                                          | Danny Calegari           |
| 5 - Geometria                                          | Kai Cieliebak            |
| 5 - Geometria                                          | David Fisher             |
| 5 - Geometria                                          | Penka Georgieva          |
| 5 - Geometria                                          | Peter Hintz              |
| 5 - Geometria                                          | Gustav Holzegel          |
| 5 - Geometria                                          | Hiroshi Iritani          |
| 5 - Geometria                                          | Bruce Kleiner            |
| 5 - Geometria                                          | Chi Li                   |
| 5 - Geometria                                          | Gang Liu                 |
| 5 - Geometria                                          | Kathryn Mann             |
| 5 - Geometria                                          | Mark Mclean              |
| 5 - Geometria                                          | Richard Schwartz         |
| 5 - Geometria                                          | Iskander Taimanov        |
| 5 - Geometria                                          | Lu Wang                  |
| 5 - Geometria                                          | Robert Young             |
| 5 - Geometria                                          | Xin Zhou                 |
| 5 - Geometria                                          | Xiaohua Zhu              |
| 6 - Topologia                                          | Richard Bamler           |
| 6 - Topologia                                          | Kai Cieliebak            |
| 6 - Topologia                                          | David Fisher             |
| 6 - Topologia                                          | Jennifer Hom             |
| 6 - Topologia                                          | Bruce Kleiner            |
| 6 - Topologia                                          | Marc Levine              |
| 6 - Topologia                                          | Yi Liu                   |
| 6 - Topologia                                          | Kathryn Mann             |
| 6 - Topologia                                          | Mark Mclean              |
| 6 - Topologia                                          | Roman Mikhailov          |
| 6 - Topologia                                          | Thomas Nikolaus          |
| 6 - Topologia                                          | Oscar Randal-Williams    |
| 6 - Topologia                                          | Jacob Rasmussen          |
| 6 - Topologia                                          | Nathalie Wahl            |
| 6 - Topologia                                          | Guozhen Wang             |
| 6 - Topologia                                          | Zhouli Xu                |
| 6 - Topologia                                          | Peter Zograf             |
| 7 - Teoria de Lie e Generalizações                     | Raphaël Beuzart-Plessis  |
| 7 - Teoria de Lie e Generalizações                     | Mikael De La Salle       |
| 7 - Teoria de Lie e Generalizações                     | Evgeny Feigin            |
| 7 - Teoria de Lie e Generalizações                     | Tasho Kaletha            |
| 7 - Teoria de Lie e Generalizações                     | Joel Kamnitzer           |
| 7 - Teoria de Lie e Generalizações                     | Michael Larsen           |
| 7 - Teoria de Lie e Generalizações                     | Amir Mohammadi           |
| 7 - Teoria de Lie e Generalizações                     | Yiannis Sakellaridis     |
| 7 - Teoria de Lie e Generalizações                     | Peng Shan                |
| 7 - Teoria de Lie e Generalizações                     | Binyong Sun              |
| 7 - Teoria de Lie e Generalizações                     | Weiqiang Wang            |
| 7 - Teoria de Lie e Generalizações                     | Lauren Williams          |
| 7 - Teoria de Lie e Generalizações                     | Chen-Bo Zhu              |
| 7 - Teoria de Lie e Generalizações                     | Xinwen Zhu               |
| 8 - Análise                                            | Keith Ball               |
| 8 - Análise                                            | Benoît Collins           |
| 8 - Análise                                            | Mikael De La Salle       |
| 8 - Análise                                            | Xiumin Du                |
| 8 - Análise                                            | Ronen Eldan              |
| 8 - Análise                                            | Cyril Houdayer           |
| 8 - Análise                                            | Bruce Kleiner            |
| 8 - Análise                                            | Lillian Pierce           |
| 8 - Análise                                            | Malabika Pramanik        |
| 8 - Análise                                            | Laurent Saloff-Coste     |
| 8 - Análise                                            | Gideon Schechtman        |
| 8 - Análise                                            | Pablo Shmerkin           |
| 8 - Análise                                            | Konstantin Tikhomirov    |
| 8 - Análise                                            | Peter Varju              |
| 8 - Análise                                            | Stuart White             |
| 8 - Análise                                            | Robert Young             |
| 8 - Análise                                            | Tianyi Zheng             |
| 9 - Dinâmica                                           | Miklos Abert             |
| 9 - Dinâmica                                           | Aaron Brown              |
| 9 - Dinâmica                                           | Jon Chaika               |
| 9 - Dinâmica                                           | Mark Demers              |
| 9 - Dinâmica                                           | Romain Dujardin          |
| 9 - Dinâmica                                           | Semyon Dyatlov           |
| 9 - Dinâmica                                           | David Fisher             |
| 9 - Dinâmica                                           | Mariusz Lemańczyk        |
| 9 - Dinâmica                                           | Amir Mohammadi           |
| 9 - Dinâmica                                           | Michela Procesi          |
| 9 - Dinâmica                                           | Richard Schwartz         |
| 9 - Dinâmica                                           | Joseph Hillel Silverman  |
| 9 - Dinâmica                                           | Iskander Taimanov        |
| 9 - Dinâmica                                           | Corinna Ulcigrai         |
| 9 - Dinâmica                                           | Barak Weiss              |
| 9 - Dinâmica                                           | Peter Zograf             |
| 10 - Equações Diferenciais Parciais                    | Keith Ball               |
| 10 - Equações Diferenciais Parciais                    | Richard Bamler           |
| 10 - Equações Diferenciais Parciais                    | Pierre Cardaliaguet      |
| 10 - Equações Diferenciais Parciais                    | François Delarue         |
| 10 - Equações Diferenciais Parciais                    | Semyon Dyatlov           |
| 10 - Equações Diferenciais Parciais                    | Irene Fonseca            |
| 10 - Equações Diferenciais Parciais                    | Rupert Frank             |
| 10 - Equações Diferenciais Parciais                    | Peter Hintz              |
| 10 - Equações Diferenciais Parciais                    | Gustav Holzegel          |
| 10 - Equações Diferenciais Parciais                    | Alexandru Ionescu        |
| 10 - Equações Diferenciais Parciais                    | Bruce Kleiner            |
| 10 - Equações Diferenciais Parciais                    | Mathieu Lewin            |
| 10 - Equações Diferenciais Parciais                    | Kenji Nakanishi          |
| 10 - Equações Diferenciais Parciais                    | Alexander I. Nazarov     |
| 10 - Equações Diferenciais Parciais                    | Galina Perelman          |
| 10 - Equações Diferenciais Parciais                    | Charles Smart            |
| 10 - Equações Diferenciais Parciais                    | Gabriella Tarantello     |
| 10 - Equações Diferenciais Parciais                    | Vlad Vicol               |
| 10 - Equações Diferenciais Parciais                    | Lu Wang                  |
| 10 - Equações Diferenciais Parciais                    | Zhifei Zhang             |
| 11 - Física Matemática                                 | Mina Aganagić            |
| 11 - Física Matemática                                 | Roland Bauerschmidt      |
| 11 - Física Matemática                                 | Thierry Bodineau         |
| 11 - Física Matemática                                 | Alessandro Giuliani      |
| 11 - Física Matemática                                 | Matthew Hastings         |
| 11 - Física Matemática                                 | Peter Hintz              |
| 11 - Física Matemática                                 | Gustav Holzegel          |
| 11 - Física Matemática                                 | Karol Kajetan Kozlowski  |
| 11 - Física Matemática                                 | Jonathan Luk             |
| 11 - Física Matemática                                 | Yoshiko Ogata            |
| 11 - Física Matemática                                 | Richard Schwartz         |
| 11 - Física Matemática                                 | Jan Philip Solovej       |
| 11 - Física Matemática                                 | Eric Vanden-Eijnden      |
| 11 - Física Matemática                                 | Lauren Williams          |
| 12 - Probabilidade                                     | Jinho Baik               |
| 12 - Probabilidade                                     | Keith Ball               |
| 12 - Probabilidade                                     | Pierre Cardaliaguet      |
| 12 - Probabilidade                                     | Benoît Collins           |
| 12 - Probabilidade                                     | François Delarue         |
| 12 - Probabilidade                                     | Jian Ding                |
| 12 - Probabilidade                                     | Julien Dubédat           |
| 12 - Probabilidade                                     | Ronen Eldan              |
| 12 - Probabilidade                                     | Tadahisa Funaki          |
| 12 - Probabilidade                                     | Patricia Gonçalves       |
| 12 - Probabilidade                                     | Ewain Gwynne             |
| 12 - Probabilidade                                     | Hubert Lacoin            |
| 12 - Probabilidade                                     | Elchanan Mossel          |
| 12 - Probabilidade                                     | Alexander I. Nazarov     |
| 12 - Probabilidade                                     | Dmitry Panchenko         |
| 12 - Probabilidade                                     | Kavita Ramanan           |
| 12 - Probabilidade                                     | Daniel Remenik           |
| 12 - Probabilidade                                     | Laurent Saloff-Coste     |
| 12 - Probabilidade                                     | Eric Vanden-Eijnden      |
| 12 - Probabilidade                                     | Peter Varju              |
| 12 - Probabilidade                                     | Melanie Wood             |
| 13 - Combinatória                                      | Federico Ardila          |
| 13 - Combinatória                                      | Keith Ball               |
| 13 - Combinatória                                      | Julia Böttcher           |
| 13 - Combinatória                                      | Ehud Friedgut            |
| 13 - Combinatória                                      | Allen Knutson            |
| 13 - Combinatória                                      | Elchanan Mossel          |
| 13 - Combinatória                                      | Sergey Norin             |
| 13 - Combinatória                                      | Isabella Novik           |
| 13 - Combinatória                                      | Mathias Schacht          |
| 13 - Combinatória                                      | Alex Scott               |
| 13 - Combinatória                                      | Asaf Shapira             |
| 13 - Combinatória                                      | Bernd Sturmfels          |
| 13 - Combinatória                                      | Konstantin Tikhomirov    |
| 13 - Combinatória                                      | Lauren Williams          |
| 13 - Combinatória                                      | Melanie Wood             |
| 14 - Matemática e Ciência da Computação                | Maria-Florina Balcan     |
| 14 - Matemática e Ciência da Computação                | Nikhil Bansal            |
| 14 - Matemática e Ciência da Computação                | Georges Gonthier         |
| 14 - Matemática e Ciência da Computação                | Tali Kaufman             |
| 14 - Matemática e Ciência da Computação                | Yann Lecun               |
| 14 - Matemática e Ciência da Computação                | Huijia Lin               |
| 14 - Matemática e Ciência da Computação                | Elchanan Mossel          |
| 14 - Matemática e Ciência da Computação                | Jelani Nelson            |
| 14 - Matemática e Ciência da Computação                | Oded Regev               |
| 14 - Matemática e Ciência da Computação                | Shmuel Safra             |
| 14 - Matemática e Ciência da Computação                | Amit Sahai               |
| 14 - Matemática e Ciência da Computação                | David Silver             |
| 14 - Matemática e Ciência da Computação                | Bernd Sturmfels          |
| 14 - Matemática e Ciência da Computação                | Ola Svensson             |
| 14 - Matemática e Ciência da Computação                | Thomas Vidick            |
| 15 - Análise Numérica e Computação Científica          | Gang Bao                 |
| 15 - Análise Numérica e Computação Científica          | Marsha Berger            |
| 15 - Análise Numérica e Computação Científica          | Jan S Hesthaven          |
| 15 - Análise Numérica e Computação Científica          | Nicholas Higham          |
| 15 - Análise Numérica e Computação Científica          | Gitta Kutyniok           |
| 15 - Análise Numérica e Computação Científica          | Eric Vanden-Eijnden      |
| 15 - Análise Numérica e Computação Científica          | Rachel Ward              |
| 15 - Análise Numérica e Computação Científica          | Lexing Ying              |
| 16 - Teoria do Controle e Otimização                   | Nikhil Bansal            |
| 16 - Teoria do Controle e Otimização                   | Regina Burachik          |
| 16 - Teoria do Controle e Otimização                   | Martin Burger            |
| 16 - Teoria do Controle e Otimização                   | Coralia Cartis           |
| 16 - Teoria do Controle e Otimização                   | Yu-Hong Dai              |
| 16 - Teoria do Controle e Otimização                   | Qi Lü                    |
| 16 - Teoria do Controle e Otimização                   | Asuman Ozdaglar          |
| 16 - Teoria do Controle e Otimização                   | Marius Tucsnak           |
| 17 - Estatística e Análise de Dados                    | Francis Bach             |
| 17 - Estatística e Análise de Dados                    | Bin Dong                 |
| 17 - Estatística e Análise de Dados                    | Stefanie Jegelka         |
| 17 - Estatística e Análise de Dados                    | Yann Lecun               |
| 17 - Estatística e Análise de Dados                    | Oleg V. Lepski           |
| 17 - Estatística e Análise de Dados                    | Gabor Lugosi             |
| 17 - Estatística e Análise de Dados                    | Richard Nickl            |
| 17 - Estatística e Análise de Dados                    | Bernhard Schölkopf       |
| 17 - Estatística e Análise de Dados                    | David Silver             |
| 17 - Estatística e Análise de Dados                    | Cun-Hui Zhang            |
| 18 - Estocástica e Modelagem Diferencial               | Nikhil Bansal            |
| 18 - Estocástica e Modelagem Diferencial               | Jacob Bedrossian         |
| 18 - Estocástica e Modelagem Diferencial               | Irene Fonseca            |
| 18 - Estocástica e Modelagem Diferencial               | Tadahisa Funaki          |
| 18 - Estocástica e Modelagem Diferencial               | Hyeonbae Kang            |
| 18 - Estocástica e Modelagem Diferencial               | Yann Lecun               |
| 18 - Estocástica e Modelagem Diferencial               | Sylvie Méléard           |
| 18 - Estocástica e Modelagem Diferencial               | Elchanan Mossel          |
| 18 - Estocástica e Modelagem Diferencial               | Eric Vanden-Eijnden      |
| 18 - Estocástica e Modelagem Diferencial               | Vlad Vicol               |
| 19 - Educação Matemática e Popularização da Matemática | Marcelo Borba            |
| 19 - Educação Matemática e Popularização da Matemática | Roger Cooke              |
| 19 - Educação Matemática e Popularização da Matemática | Sally Cripps             |
| 19 - Educação Matemática e Popularização da Matemática | Sergio Fajardo           |
| 19 - Educação Matemática e Popularização da Matemática | Clara Grima              |
| 19 - Educação Matemática e Popularização da Matemática | Anjum Halai              |
| 19 - Educação Matemática e Popularização da Matemática | Claudio Landim           |
| 19 - Educação Matemática e Popularização da Matemática | Mickaël Launay           |
| 19 - Educação Matemática e Popularização da Matemática | Kyeong-Hwa Lee           |
| 19 - Educação Matemática e Popularização da Matemática | Edward Lungu             |
| 19 - Educação Matemática e Popularização da Matemática | Raïssa Malu              |
| 19 - Educação Matemática e Popularização da Matemática | Sergey Rukshin           |
| 19 - Educação Matemática e Popularização da Matemática | Anna Sfard               |
| 19 - Educação Matemática e Popularização da Matemática | K. Subramaniam           |
| 20 - História da Matemática                            | June Barrow-Green        |
| 20 - História da Matemática                            | K Ramasubramanian        |
| 20 - História da Matemática                            | Annette Imhausen         |